# Arquitetura da Rússia de Kiev

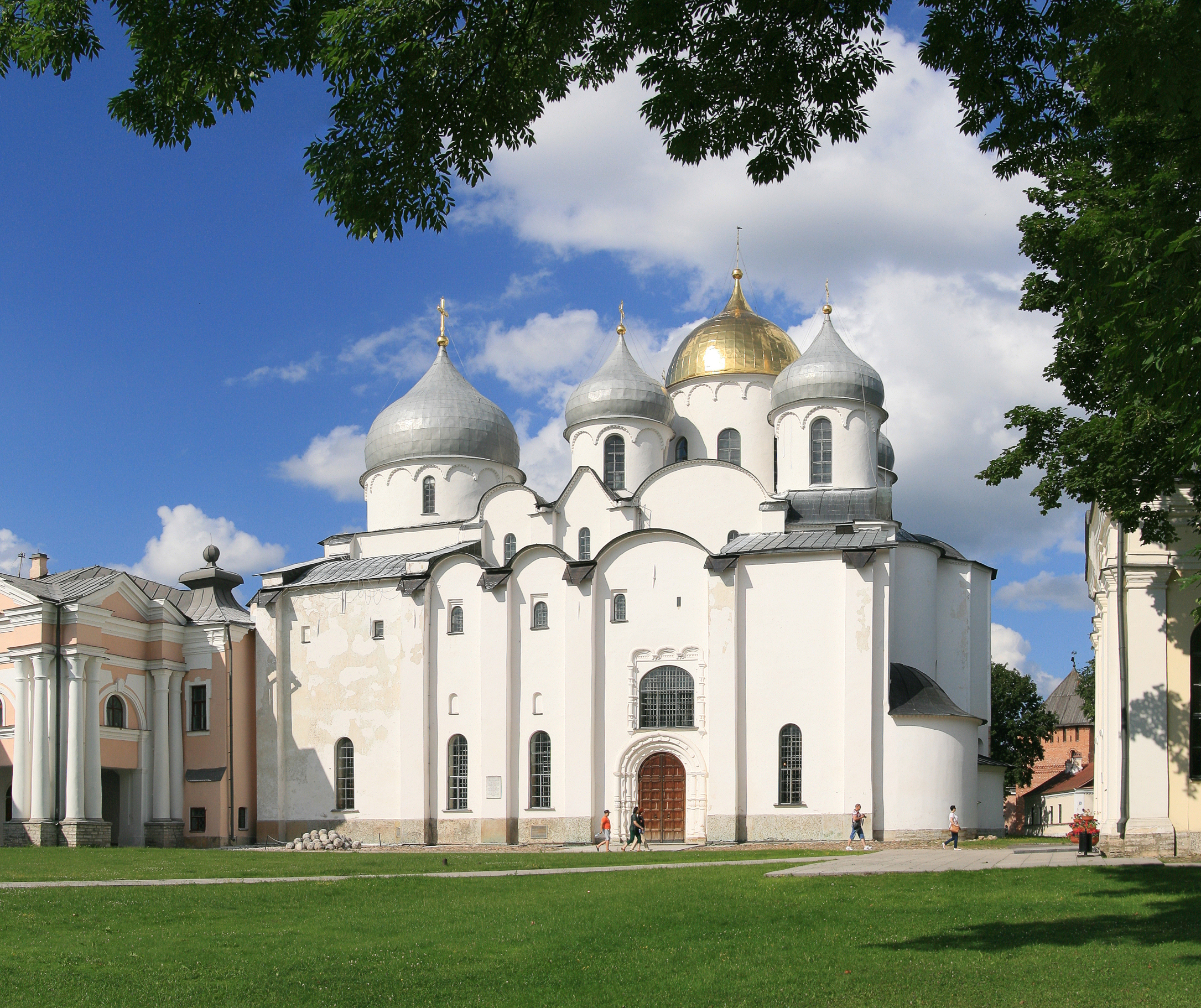
Catedral de Santa Sofia em Veliky Novgorod (1045–1050)

A arquitetura de Rus' de Kiev desenvolveu-se no estado medieval da Rus' de Kiev, que incorporava partes do que hoje são a Ucrânia, a Rússia e a Bielorrússia, e que tinha como principais cidades Kiev e Novgorod . A sua arquitetura representa o período inicial da arquitetura russa, baseando-se nos fundamentos da cultura bizantina, mas com grande uso de inovações e características arquitetónicas. A maioria dos restos são igrejas ortodoxas russas ou partes de portões e fortificações da cidade.
Após a desintegração da Rus' de Kiev após a invasão mongol na primeira metade do século XIII, a tradição arquitetónica continuou nos principados de Novgorod, Vladimir-Suzdal e Galícia-Volínia, e teve uma influência direta na arquitetura russa, ucraniana e bielorrussa . A arquitetura da antiga igreja russa tem origem no eslavo pré-cristão ( em russo:  Зодчество , Zodčestvo, "construção").

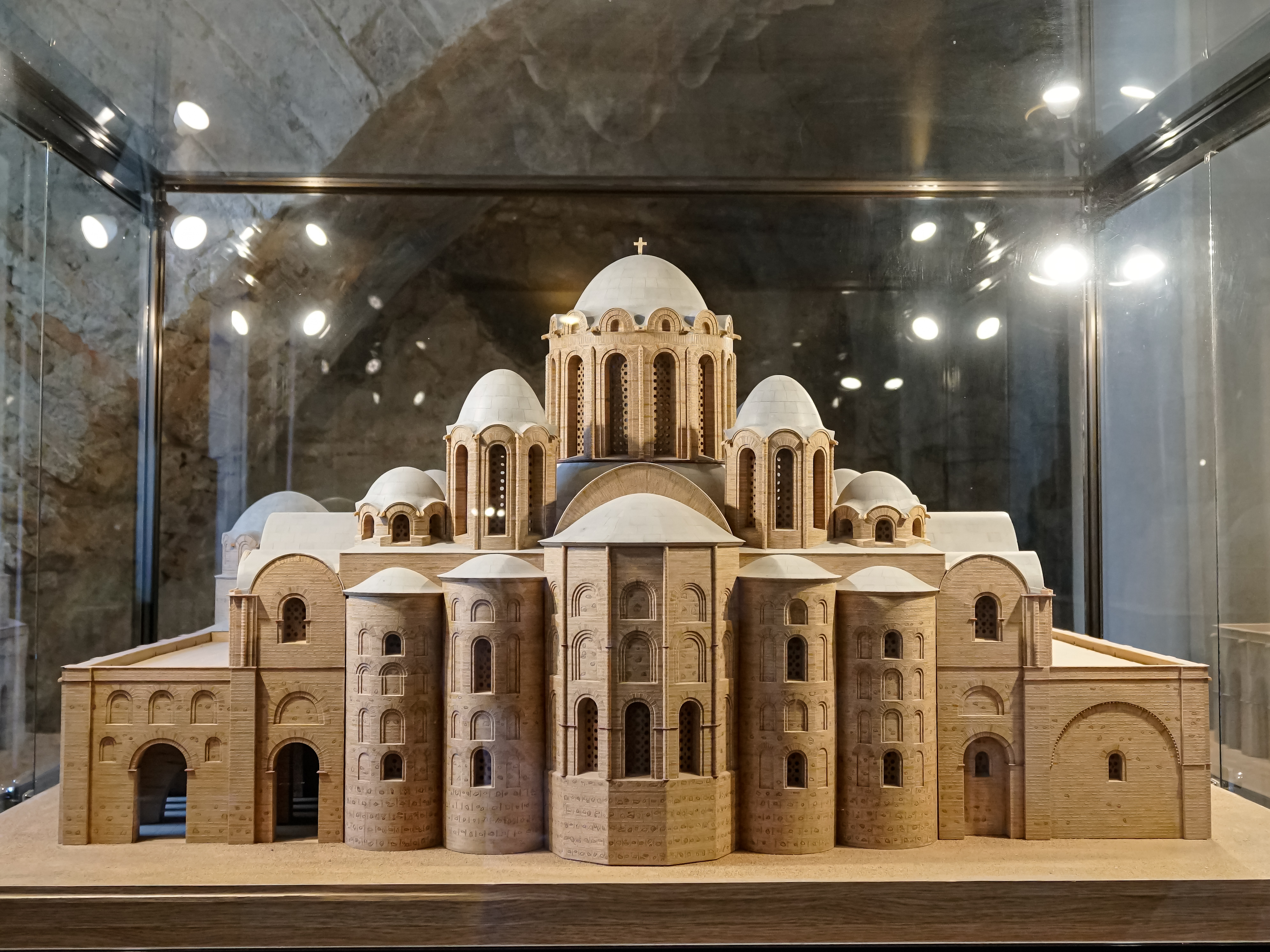
Antes de sua reconstrução no século XVIII, a Hagia Sophia em Kiev era um belo exemplo e modelo para todas as igrejas da Rússia de Kiev.

As grandes igrejas da Rus' de Kiev, construídas após a adoção do cristianismo em 988, foram os primeiros exemplos de arquitetura monumental nas terras dos eslavos orientais . O estilo arquitetónico do estado de Kiev, que rapidamente se estabeleceu, foi fortemente influenciado pela arquitetura bizantina . As primeiras igrejas ortodoxas eram feitas sobretudo de madeira, sendo a forma mais simples de igreja conhecida como igreja em células . As principais catedrais frequentemente apresentavam dezenas de pequenas cúpulas, o que levou alguns historiadores da arte a considerá-las uma indicação de como seriam os templos pagãos eslavos. A Igreja dos Dízimos, em Kiev, do século X, foi o primeiro edifício religioso feito de pedra. As primeiras igrejas em Kiev foram construídas e decoradas com afrescos e mosaicos por mestres bizantinos.
Outro grande exemplo da antiga igreja da Rus' de Kiev foi a Catedral de Santa Sofia de Kiev, (1037–1054), com treze cúpulas, construída por Jaroslau I, o Sábio. Grande parte do seu exterior foi modificado ao longo do tempo, estendendo-se para a área circundante e, eventualmente, adquiriu 25 cúpulas.
O distanciamento dos modelos bizantinos acentua-se nas catedrais de Novgorod, como São Nicolau (1113), Santo Antônio (1117-1119) e São Jorge (1119), e na arquitetura monástica da época. Os séculos XII e XIII, marcados pela fragmentação feudal da Rus de Kiev e pelas constantes disputas entre principados, testemunharam a proliferação de catedrais nos emergentes centros de poder e nas cortes dos príncipes locais (knyazes).

## Exemplos

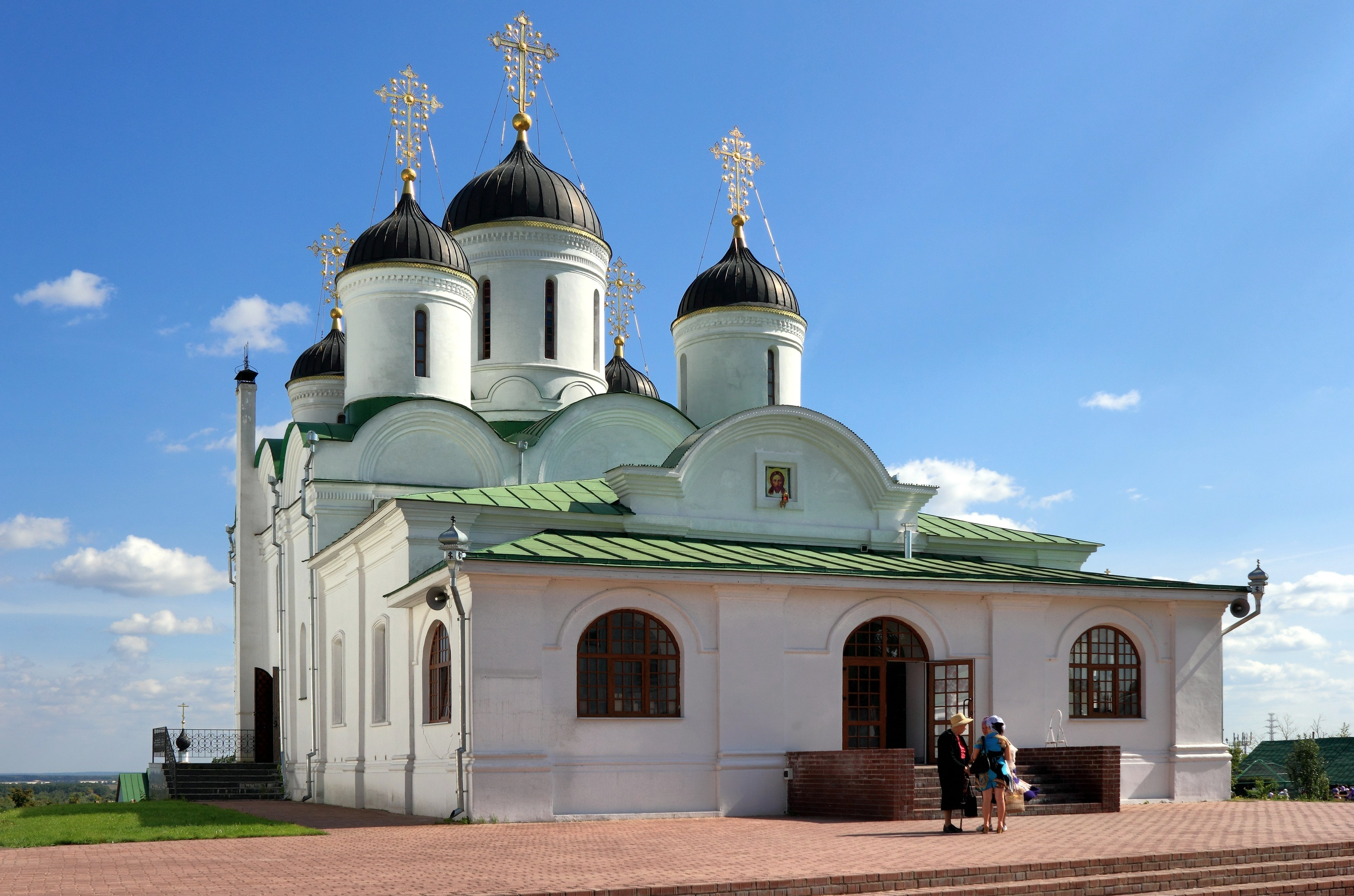
Examples in Belarus Mosteiro da Transfiguração em Murom (1096)
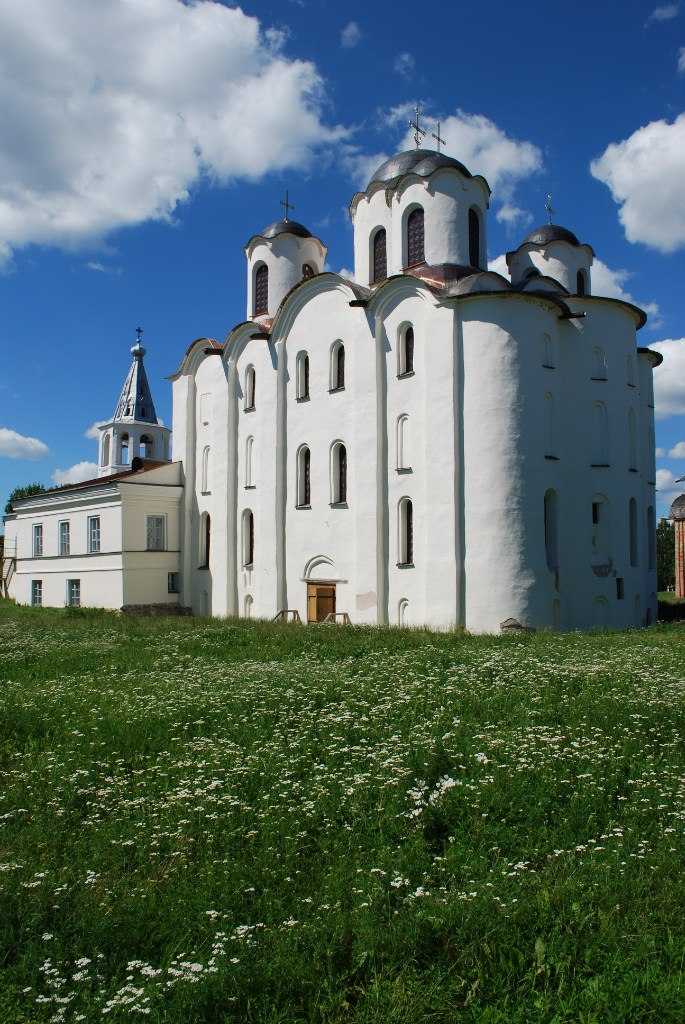
Catedral de São Nicolau em Veliky Novgorod (1113–1136)
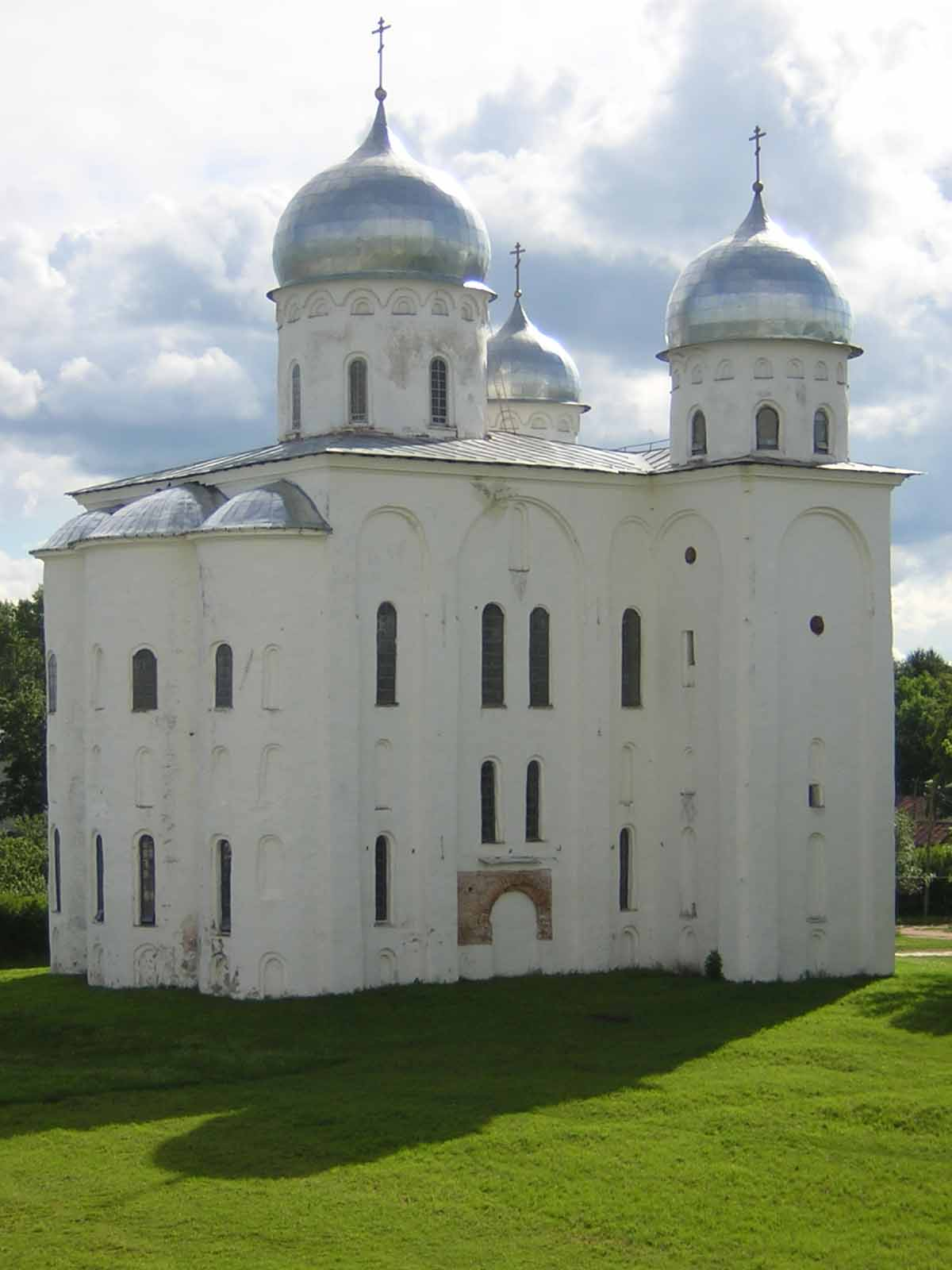
Catedral de São Jorge do Mosteiro de Yuriev perto de Veliky Novgorod (1119)
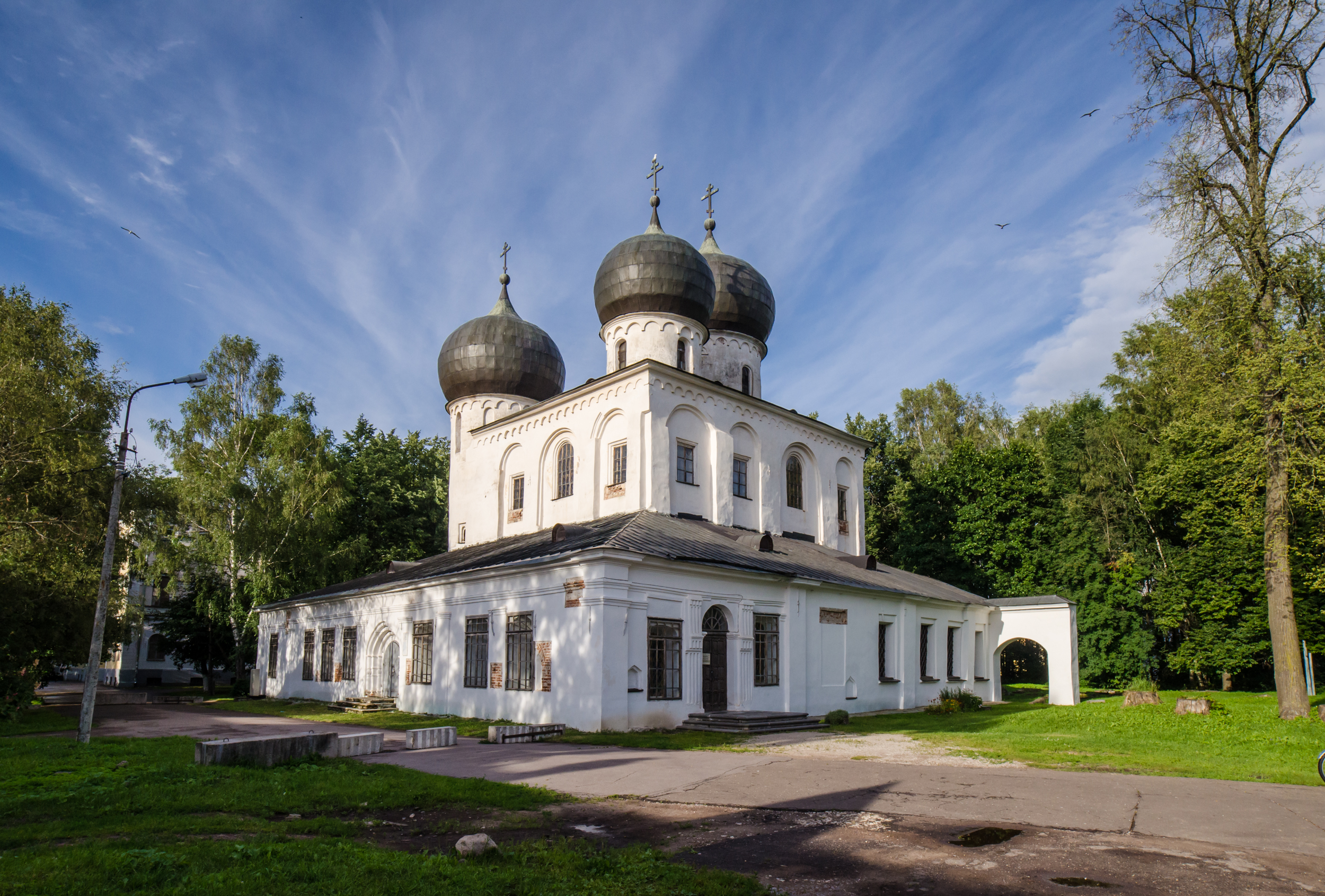
Católico do Mosteiro de Antoniev (1122)
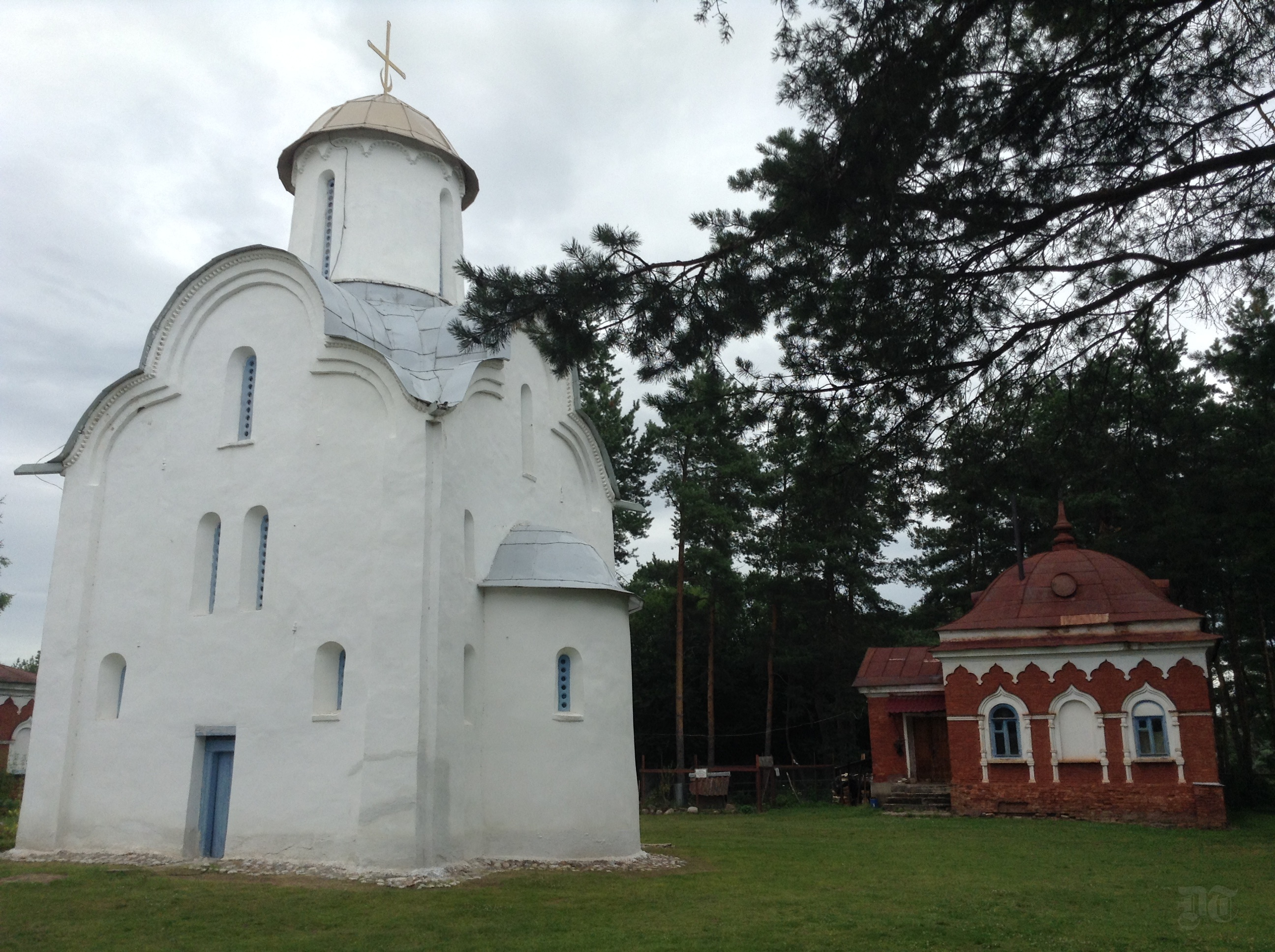
Capela Peryn perto de Veliky Novgorod (década de 1220)
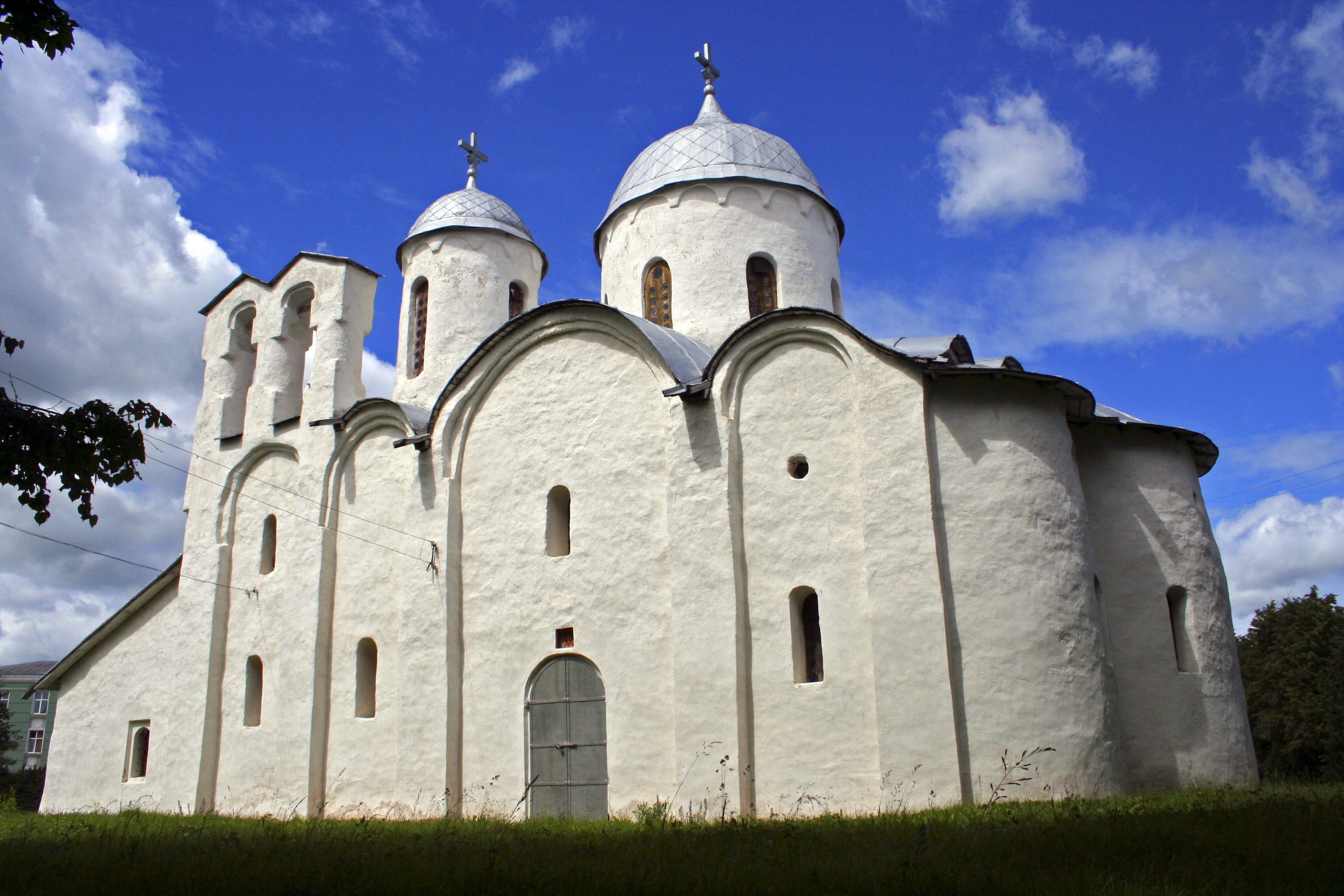
Catedral de São João Batista (construída entre 1199 e 1139, mencionada pela primeira vez em 1243)
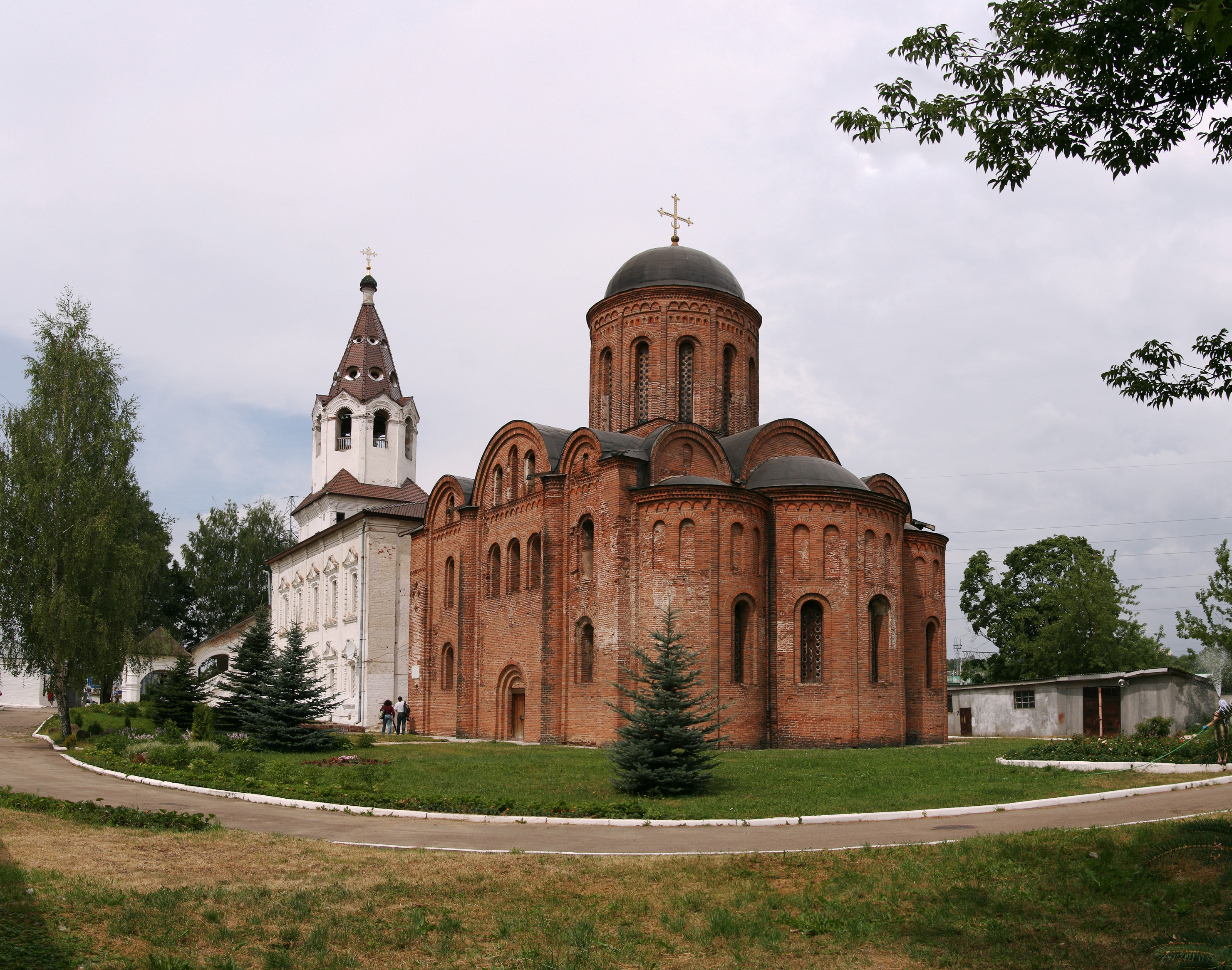
Igreja de São Pedro e São Paulo em Smolensk (1146)
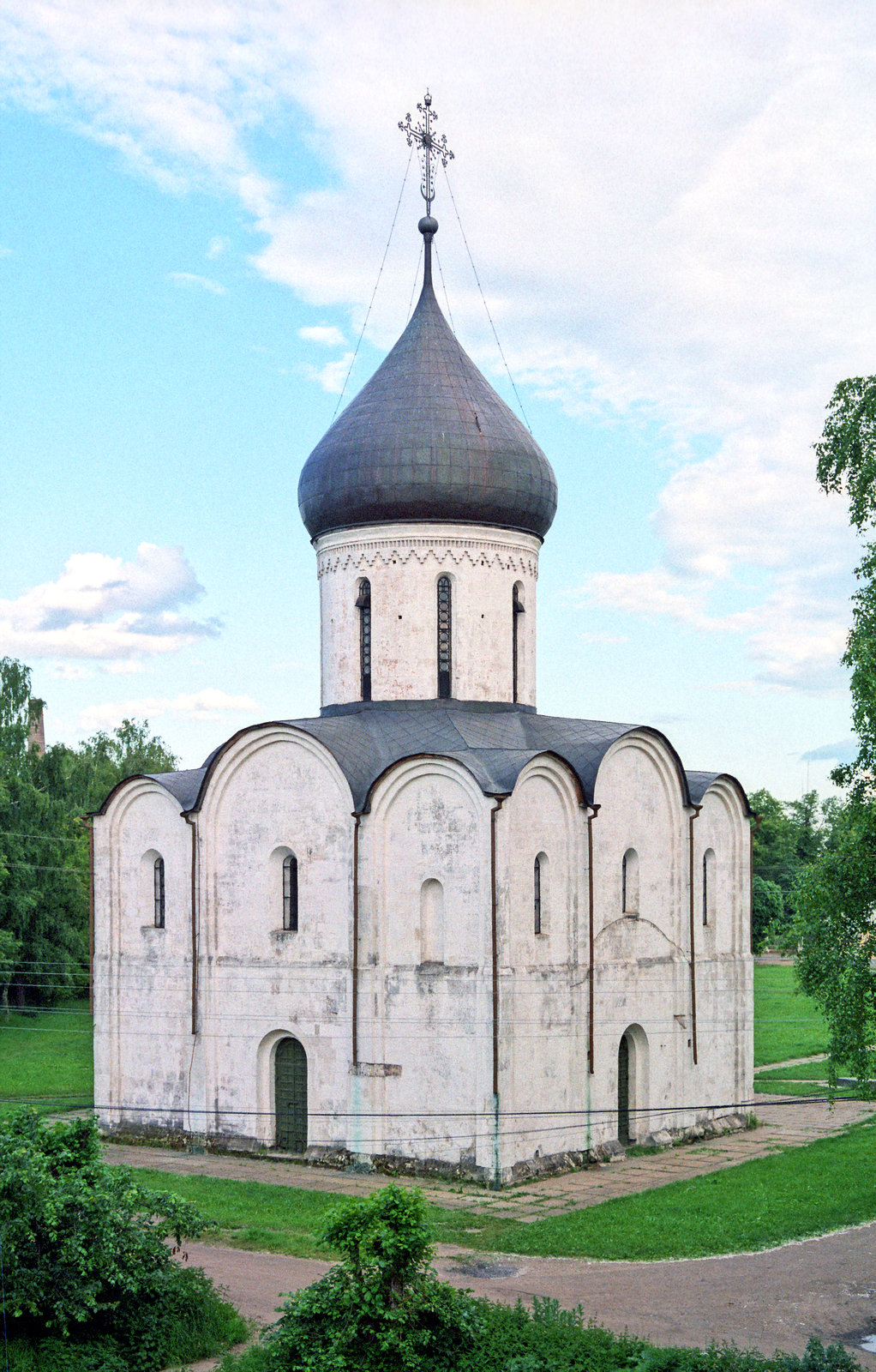
Catedral da Transfiguração em Pereslavl-Zalessky (1152)
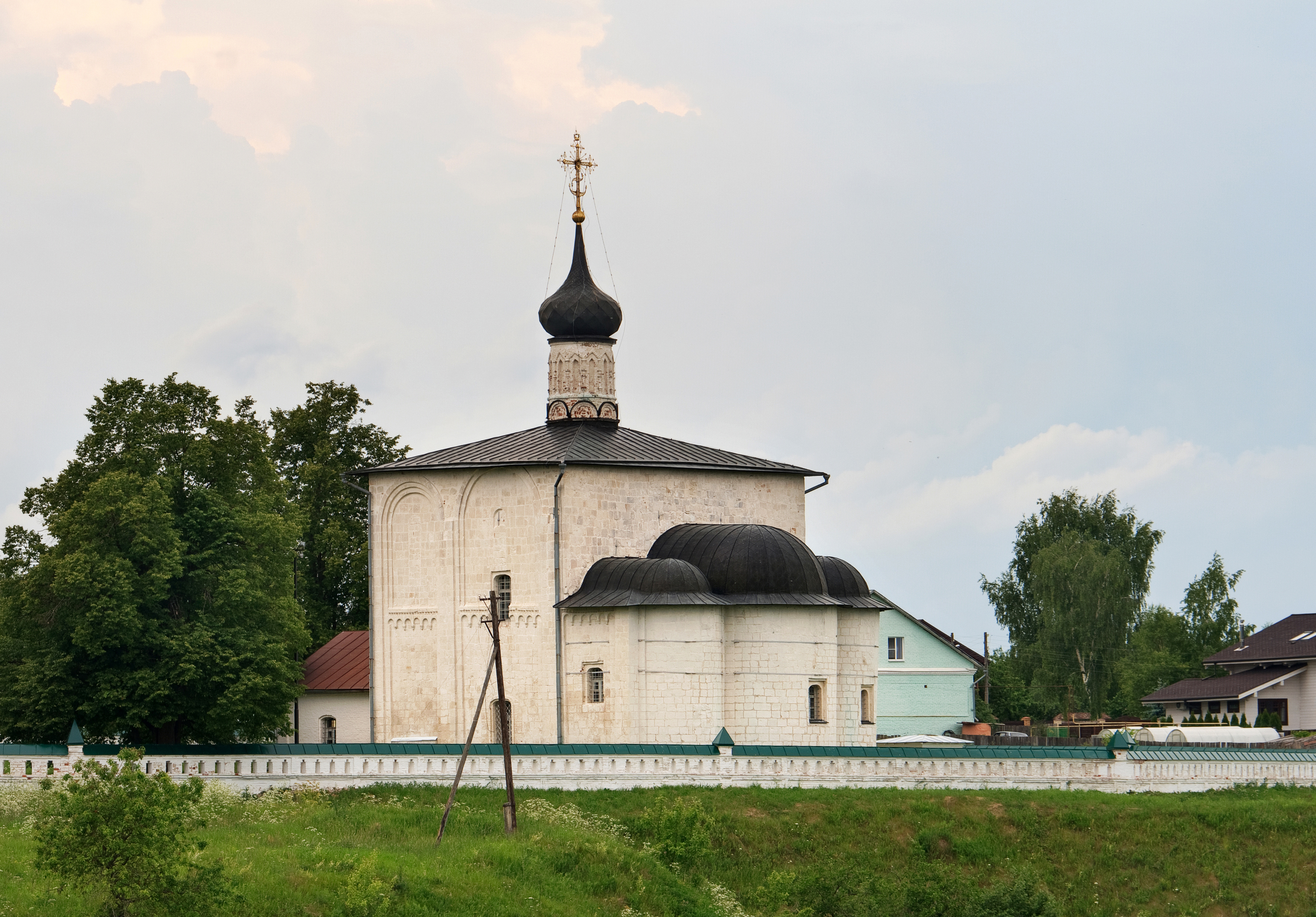
Igreja de Kideksha (1152)
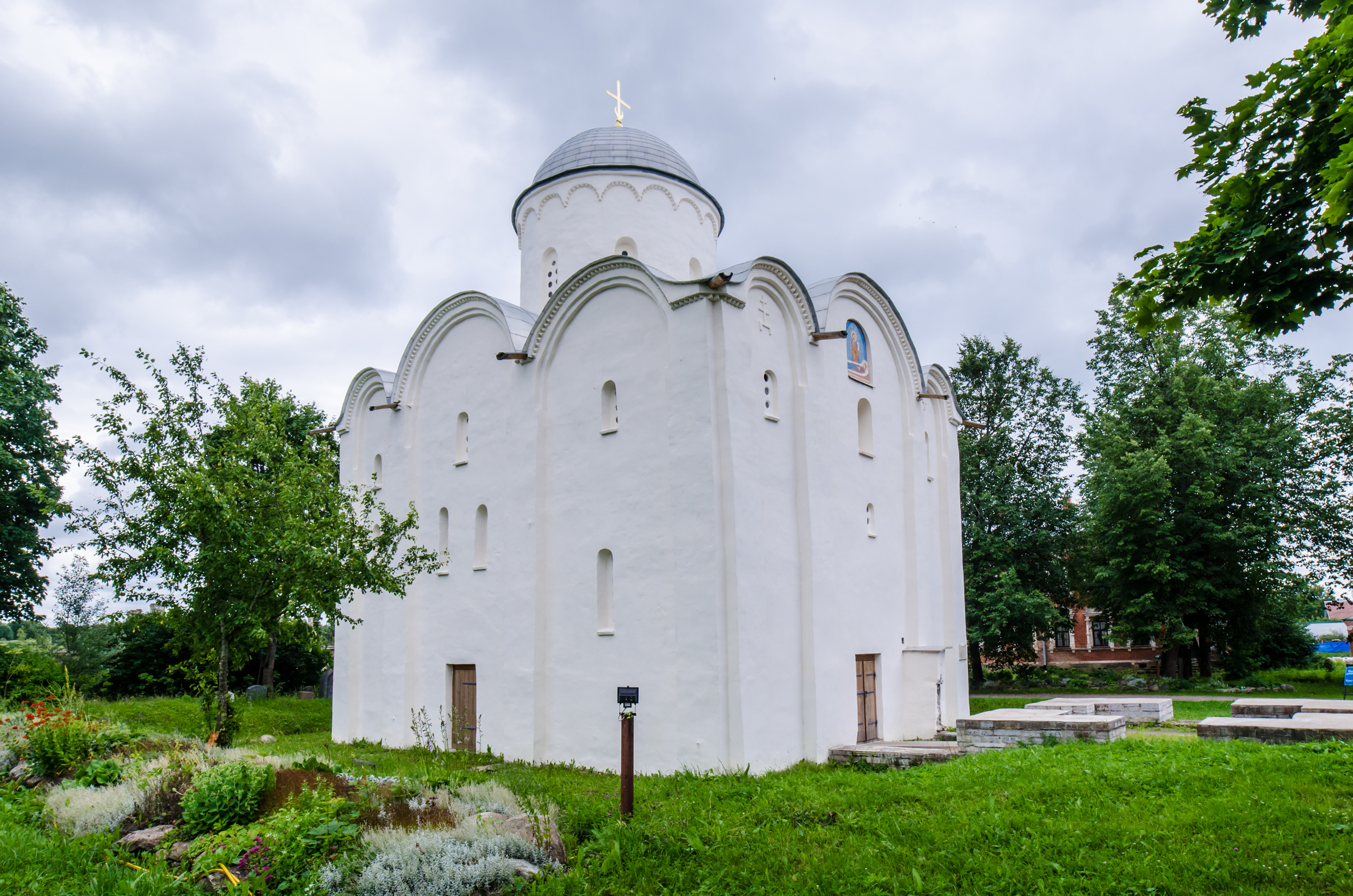
Catedral da Assunção, Staraya Ladoga (1154–1159)
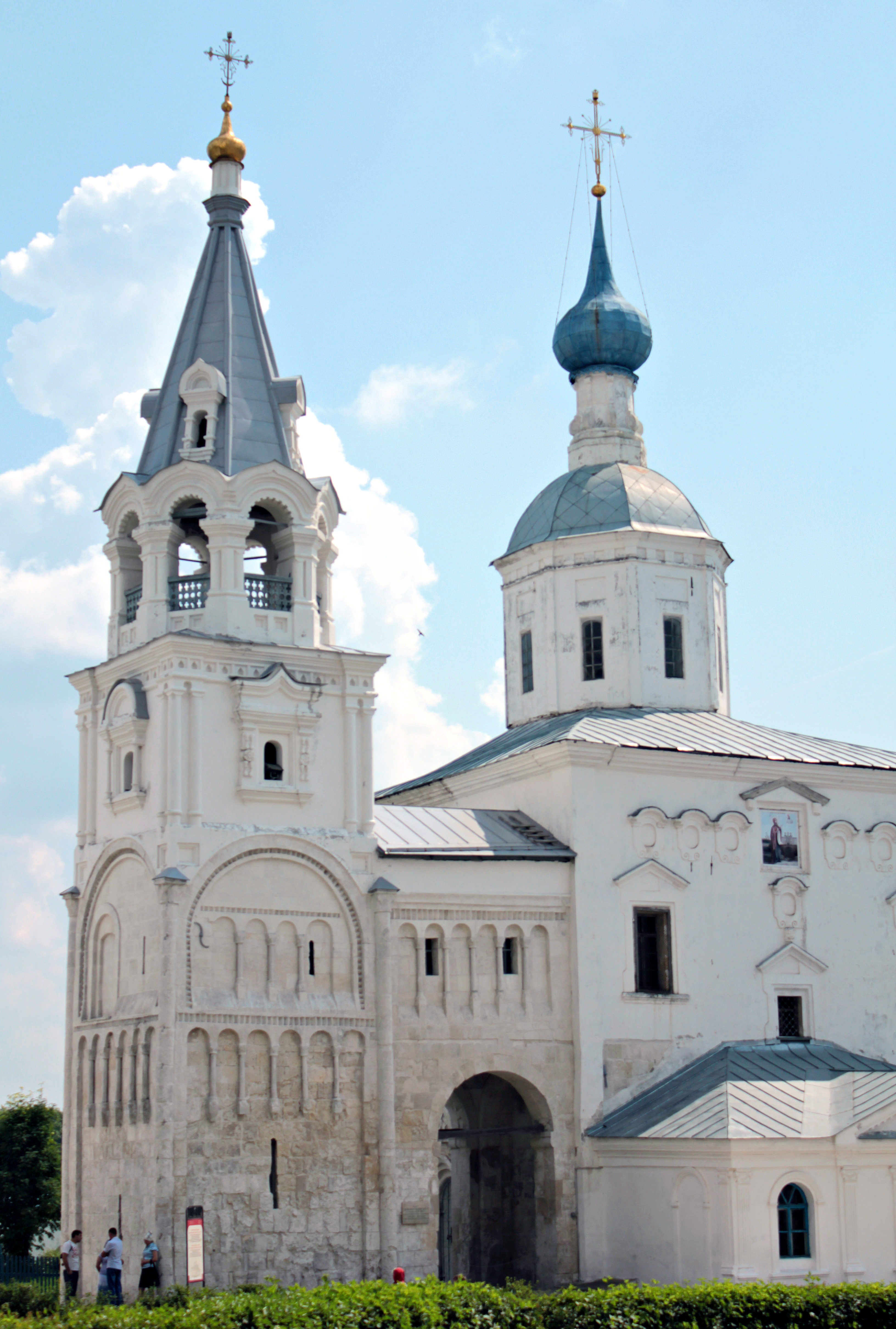
Ruínas do Castelo de Bogolyubov (à esquerda) e do Templo da Natividade da Santíssima Virgem (à direita) (1158)
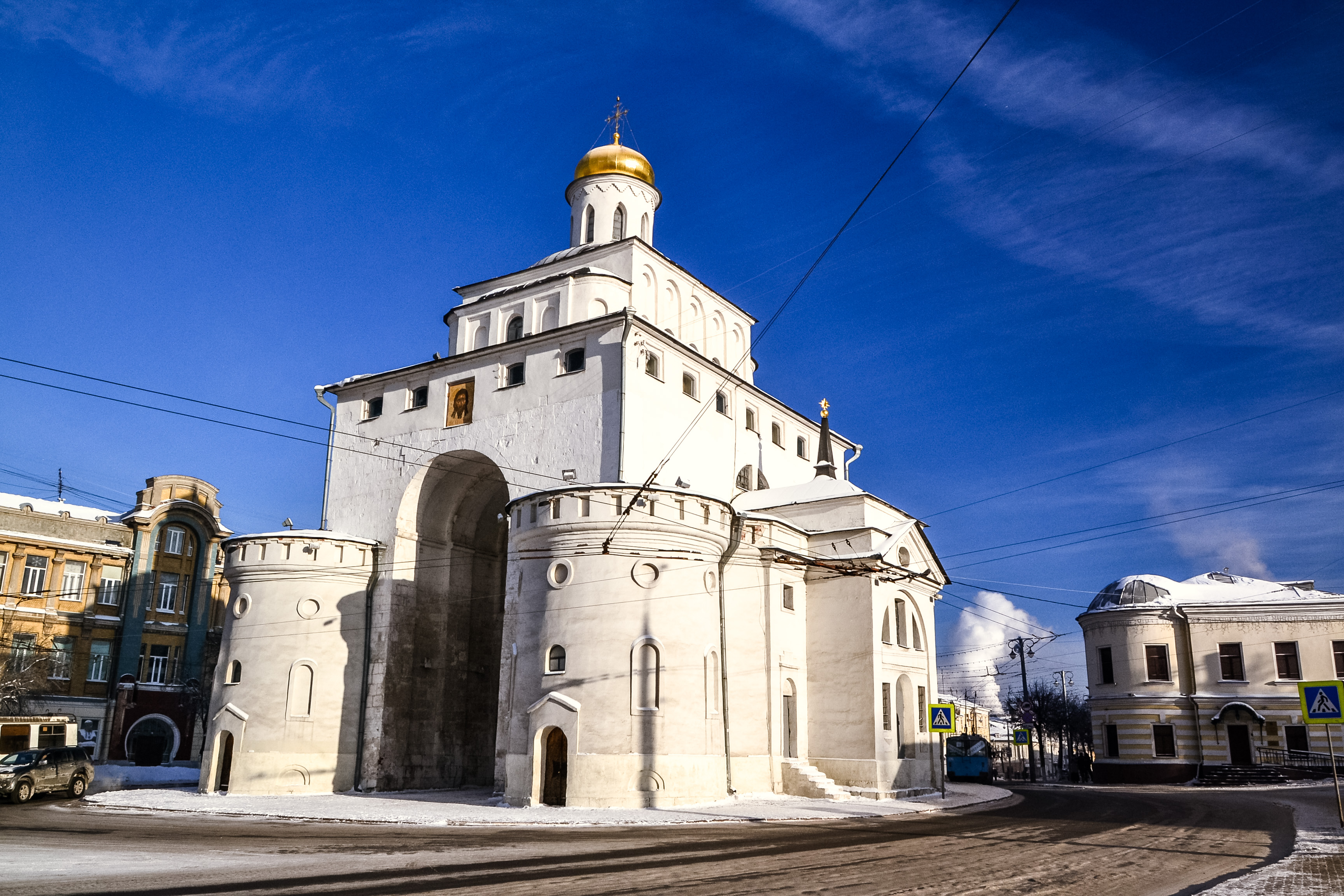
Portão Dourado em Vladimir (1158–1164)
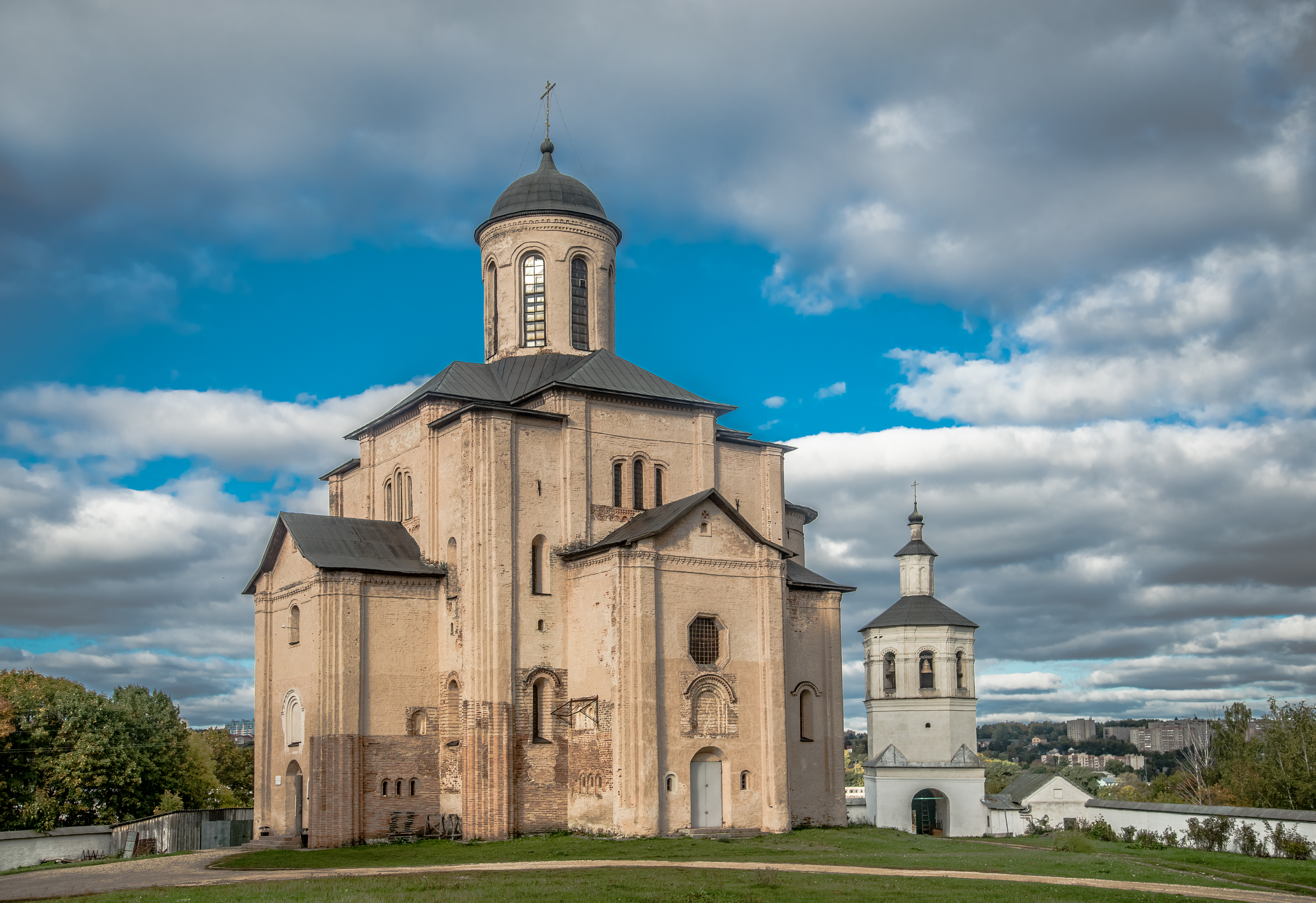
Igreja de São Miguel Arcanjo em Smolensk (1180–1197)
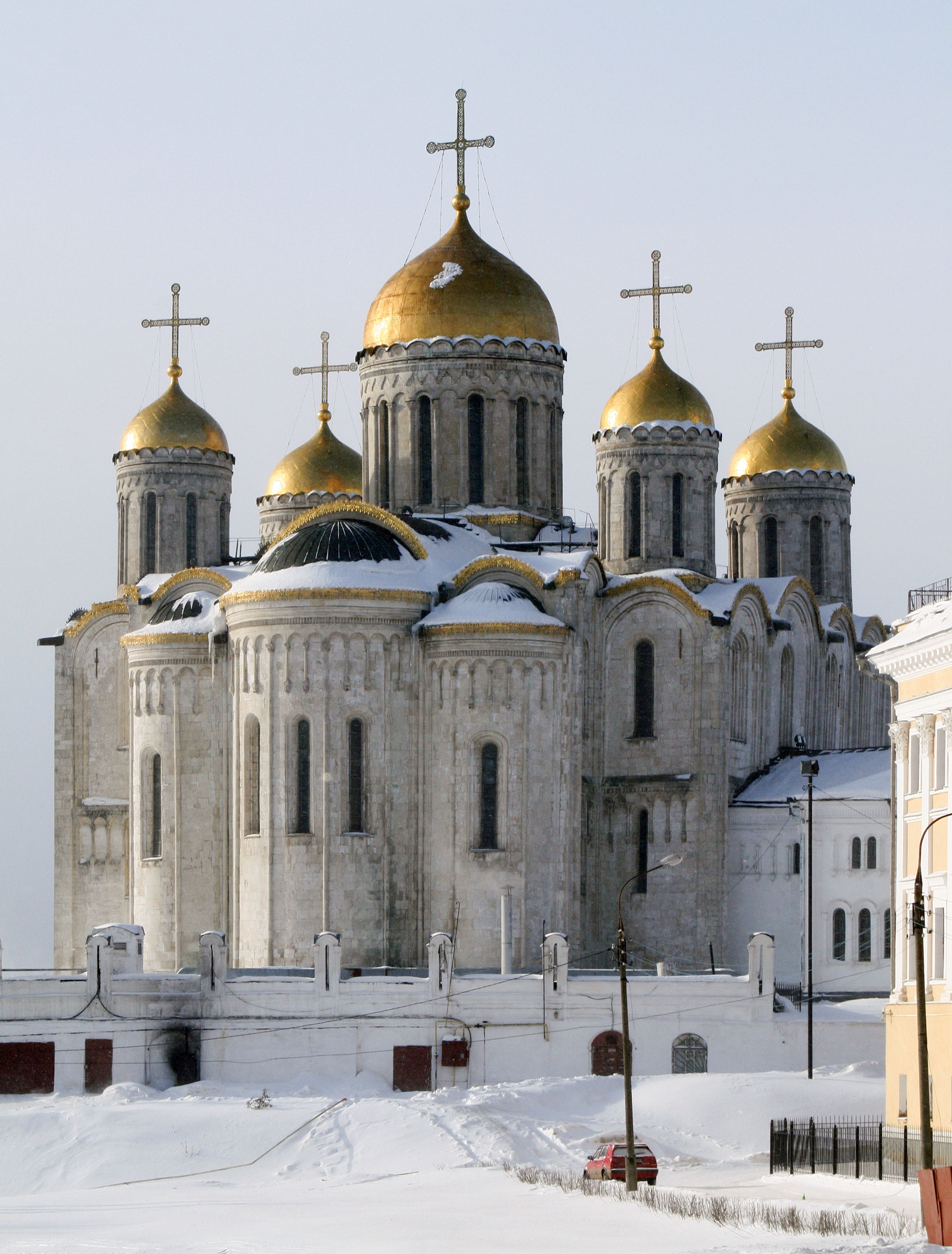
Catedral da Dormição em Vladimir (1186–1189)
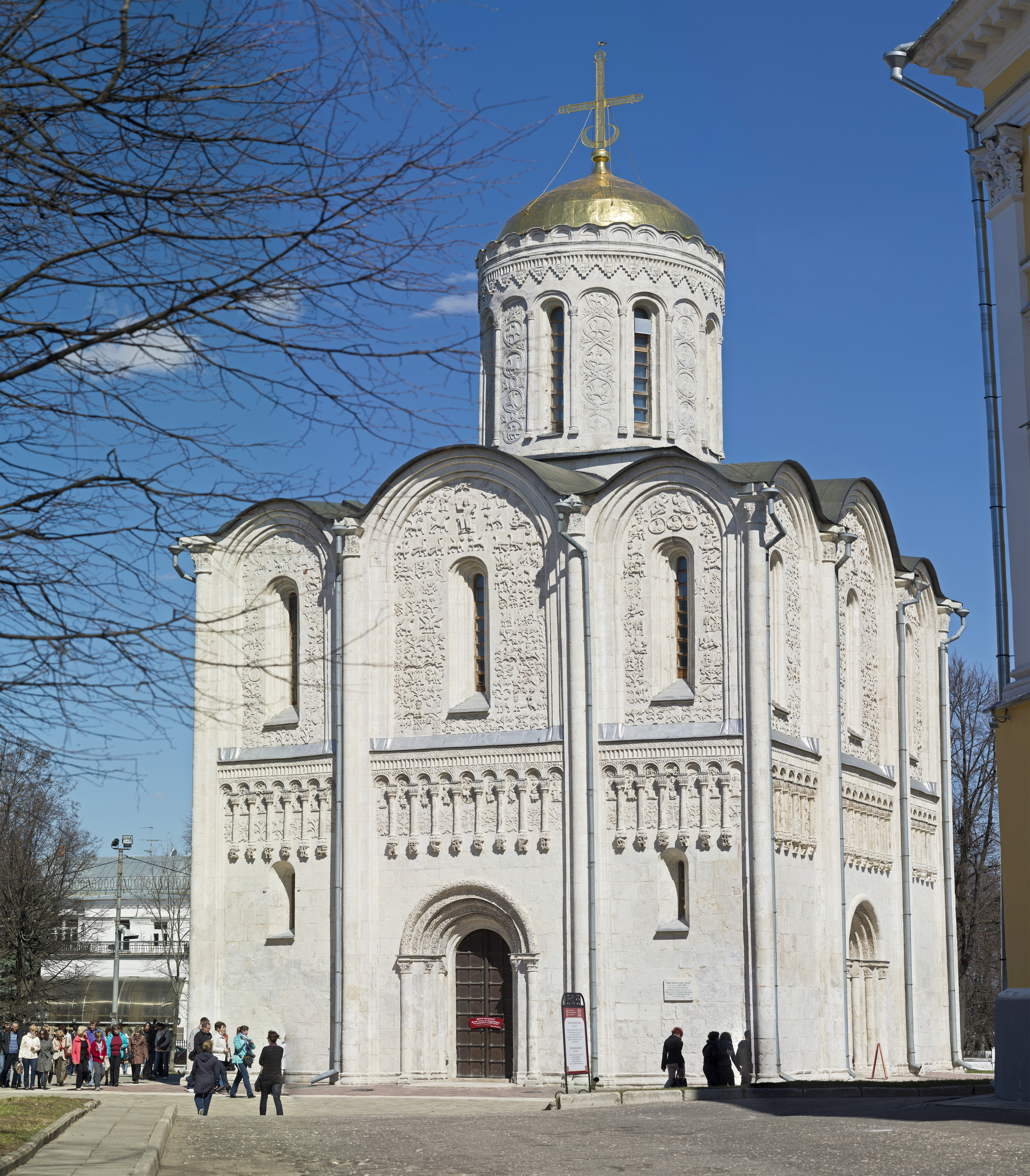
Catedral de São Demétrio em Vladimir (1194–1197)
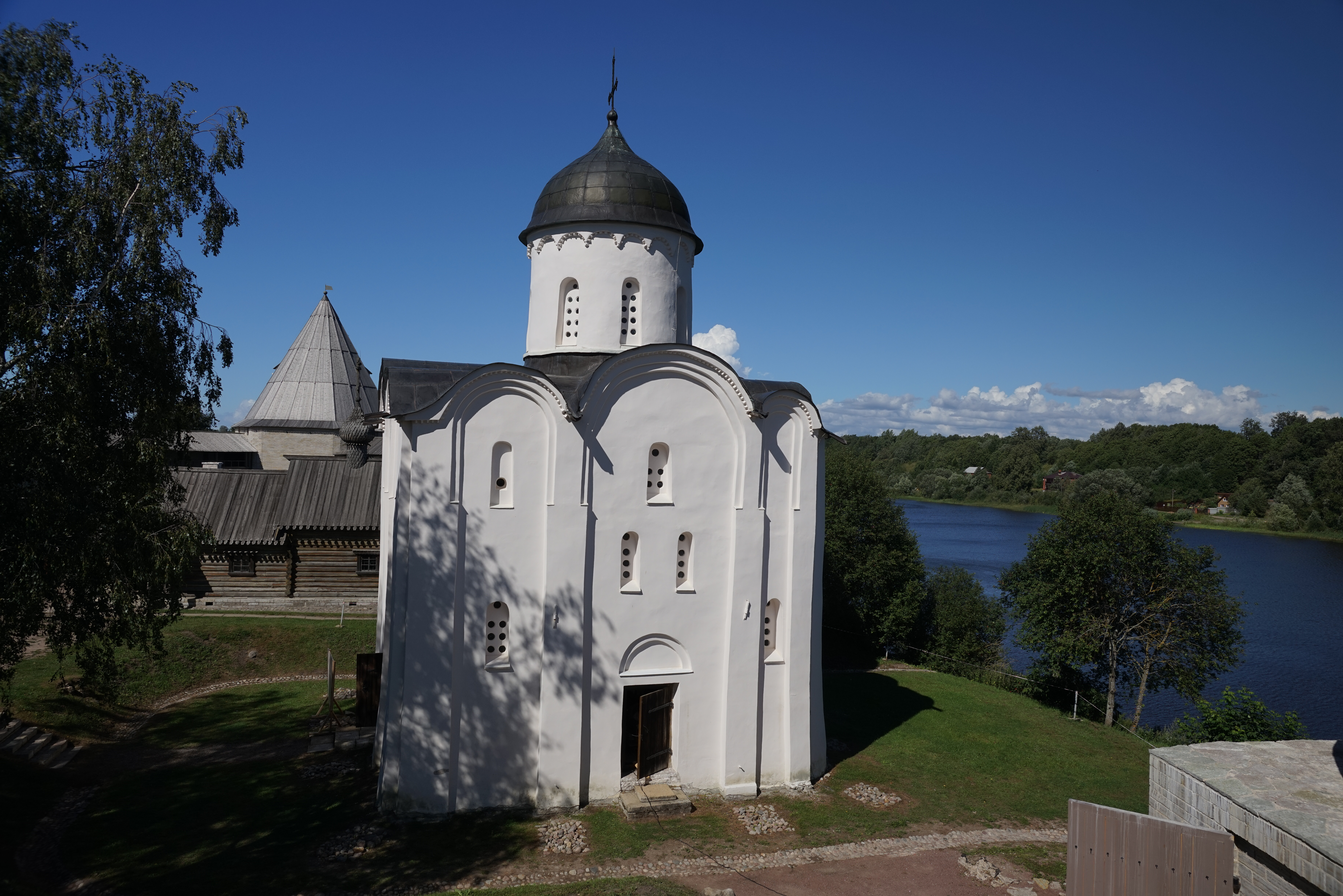
Igreja de São Jorge, Staraya Ladoga (1180–1200)
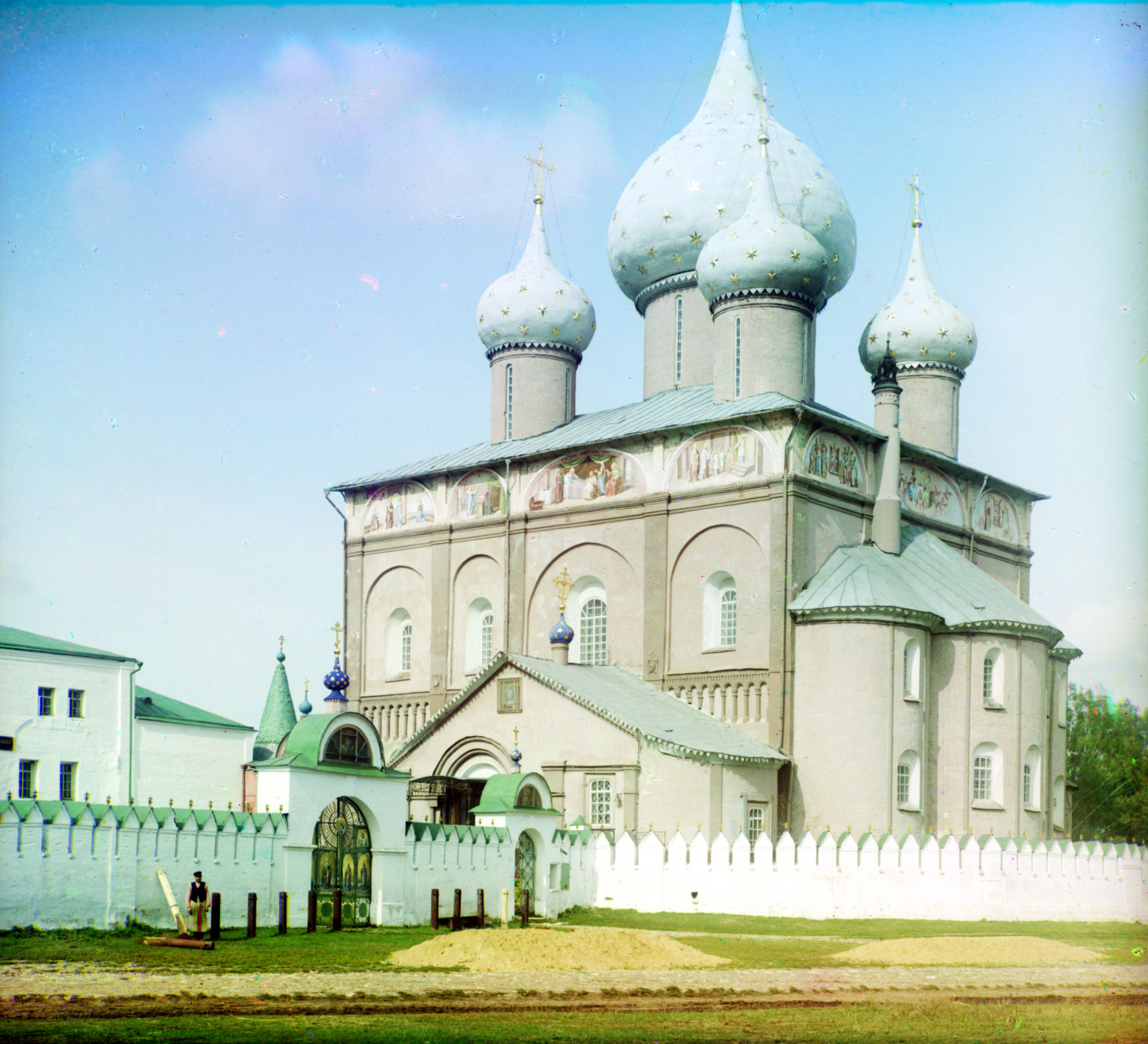
Catedral da Natividade, Suzdal (1222–1225), foto de Sergey Prokudin-Gorsky, 1912

### Exemplos na Rússia

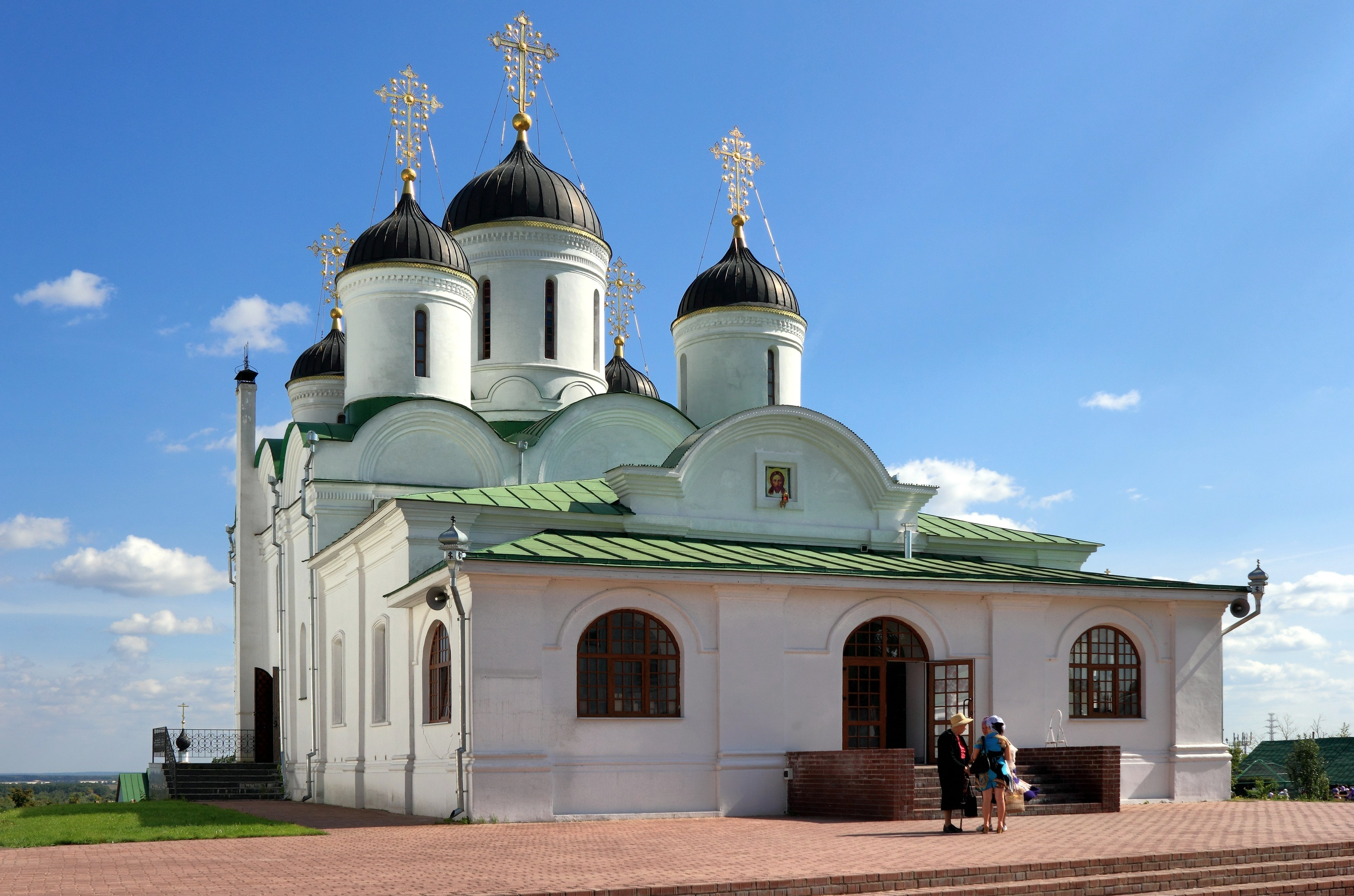
Mosteiro da Transfiguração em Murom (1096)
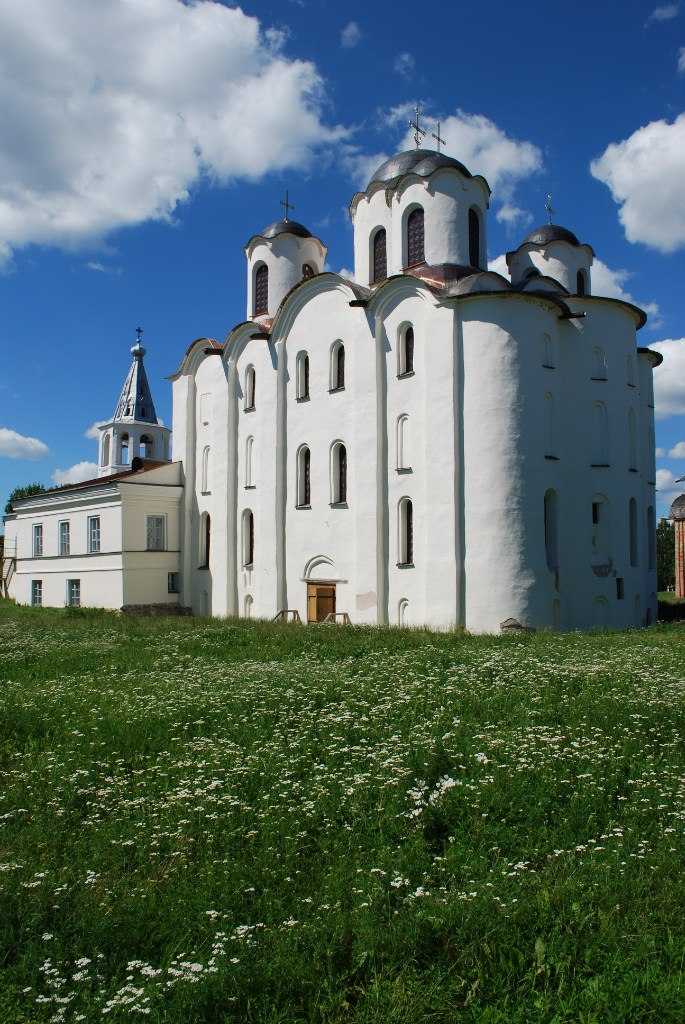
Catedral de São Nicolau em Veliky Novgorod (1113–1136)
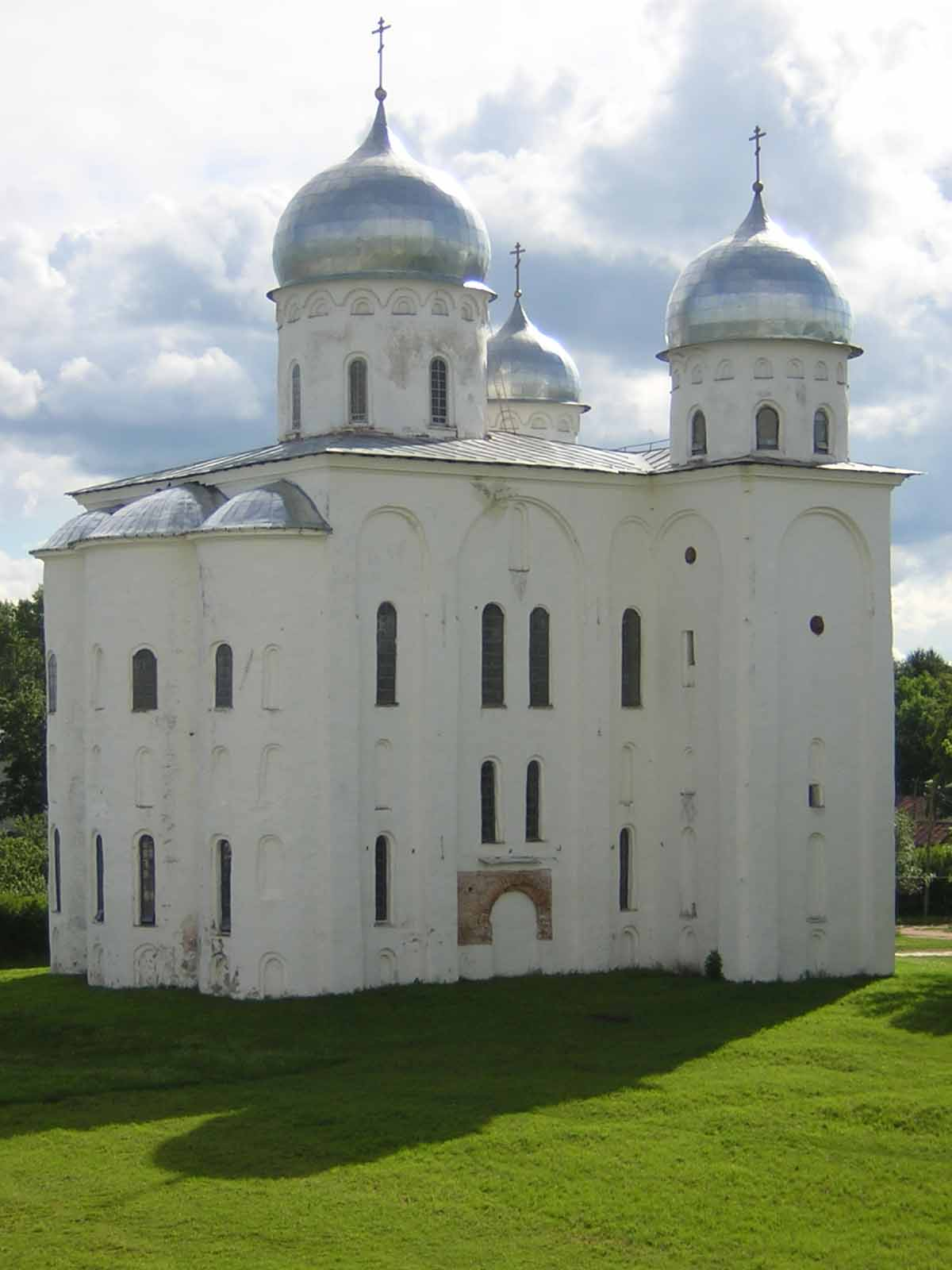
Catedral de São Jorge do Mosteiro de Yuriev perto de Veliky Novgorod (1119)
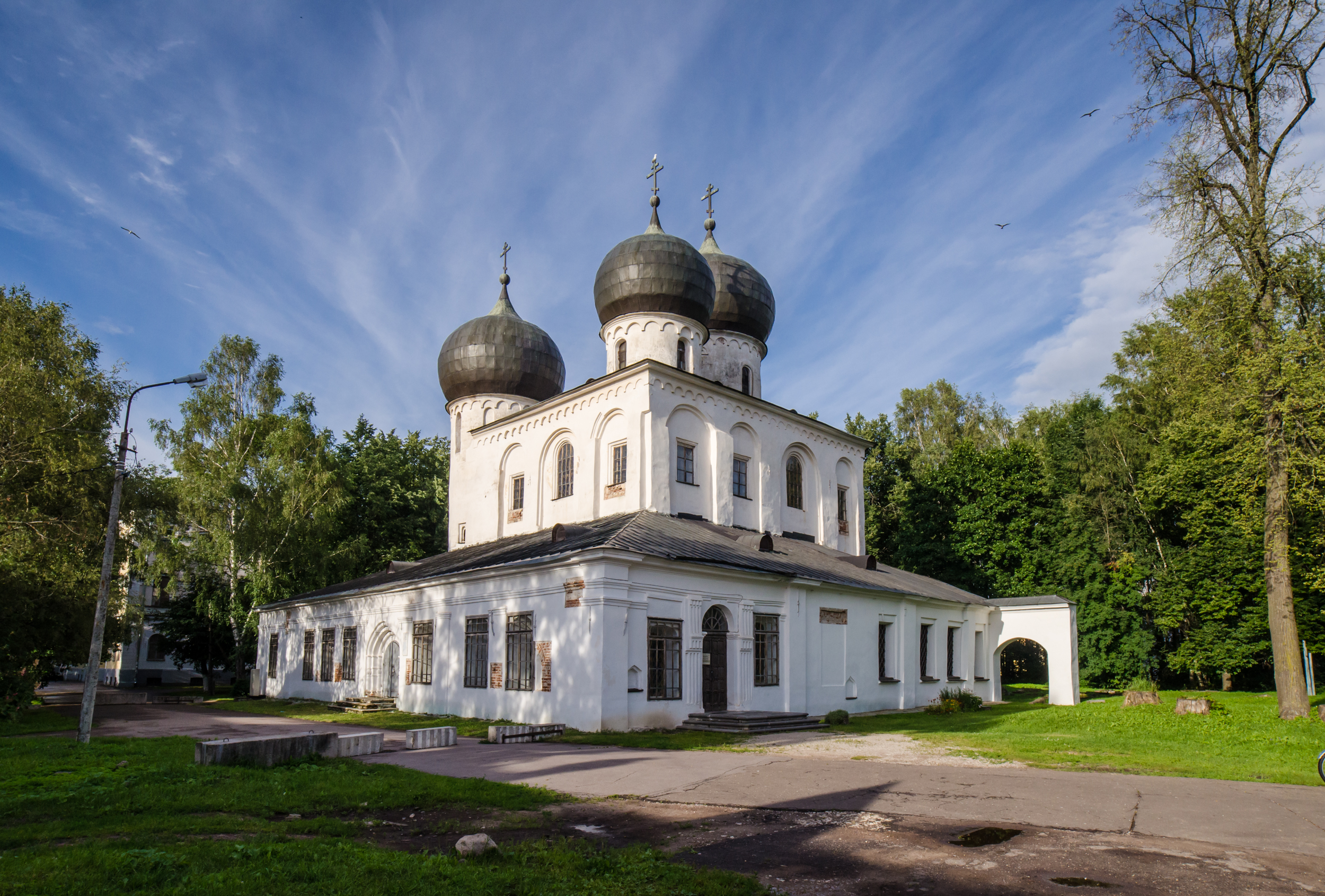
Católico do Mosteiro de Antoniev (1122)
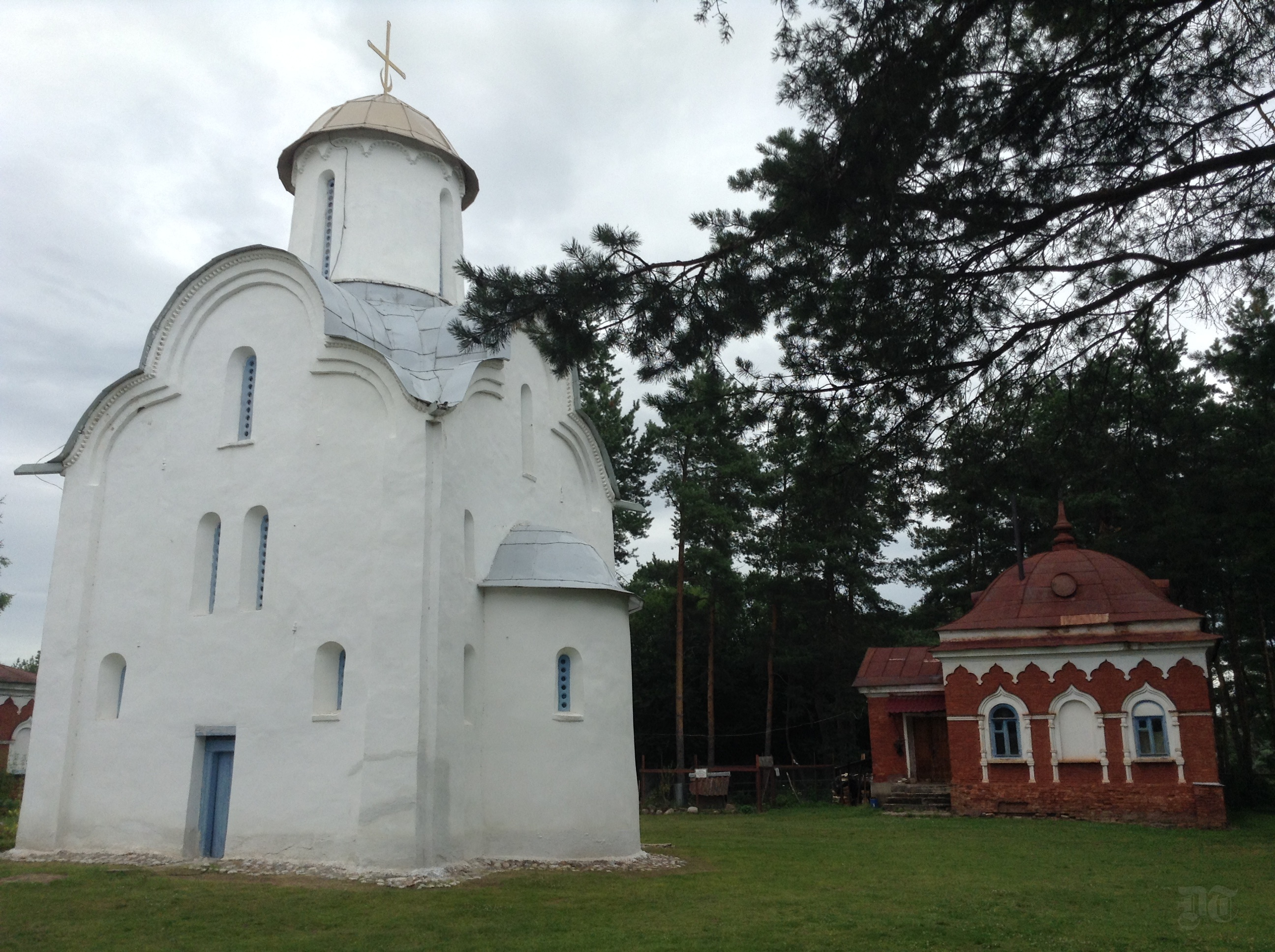
Capela Peryn perto de Veliky Novgorod (década de 1220)
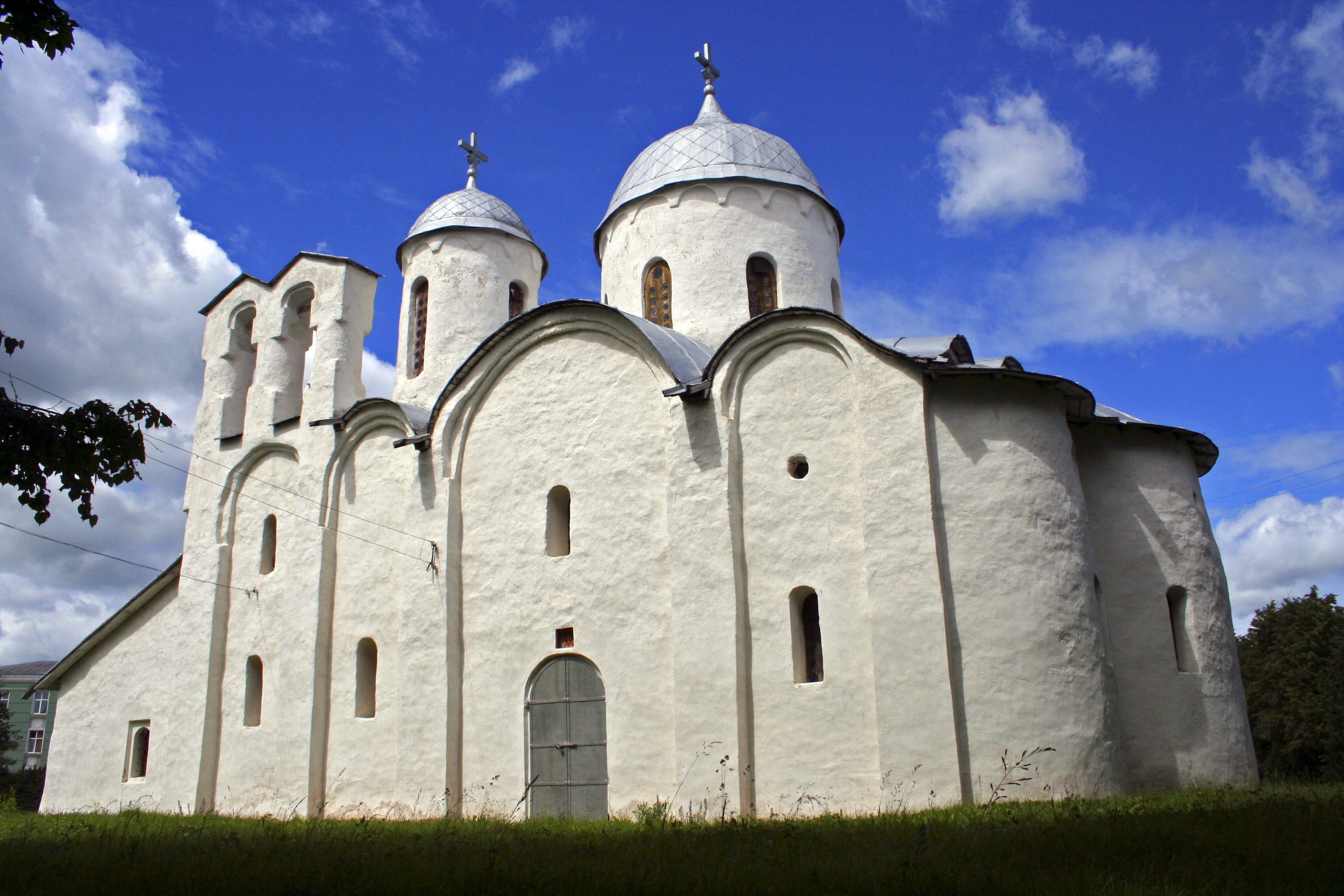
Catedral de São João Batista (construída entre 1199 e 1139, mencionada pela primeira vez em 1243)
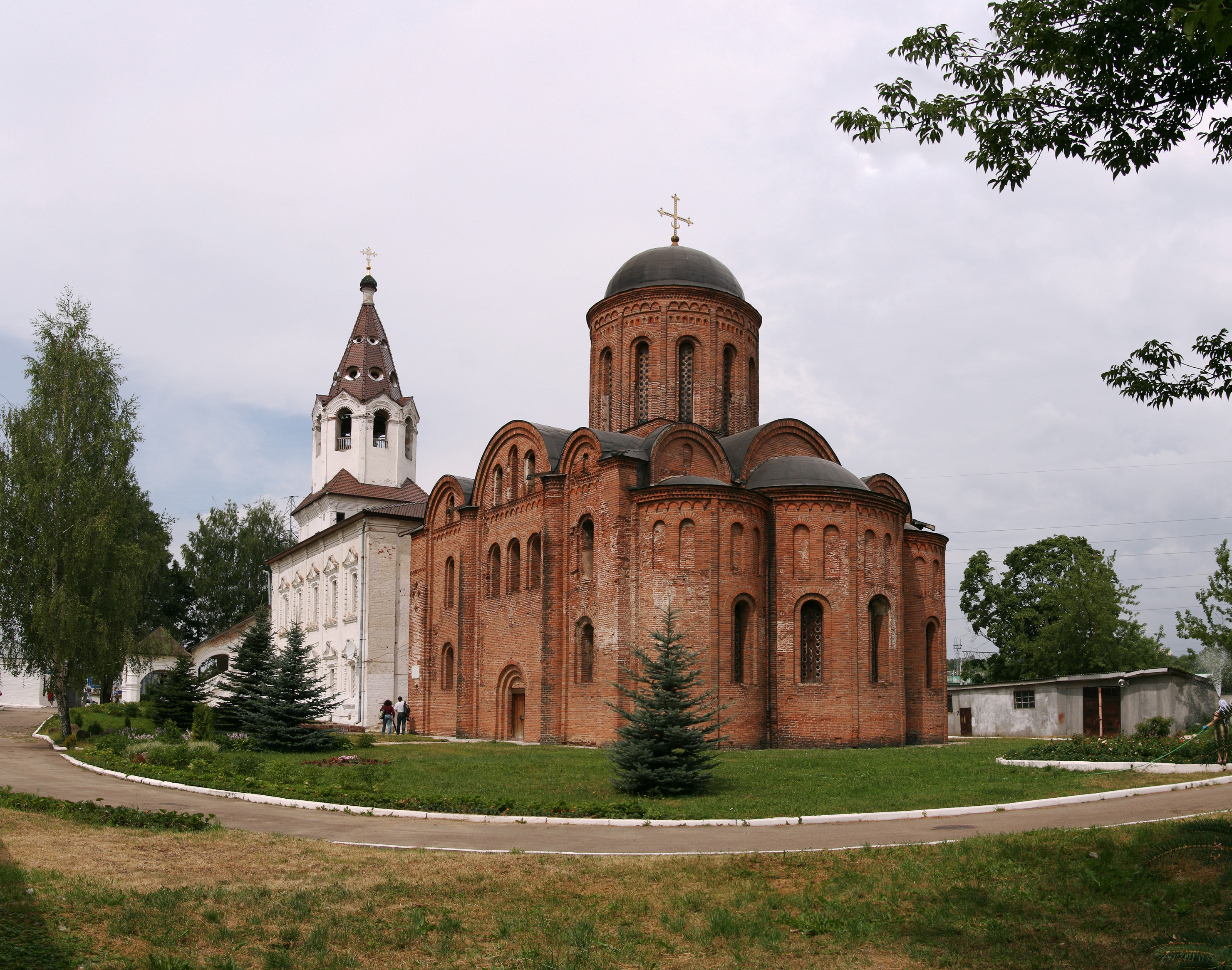
Igreja de São Pedro e São Paulo em Smolensk (1146)
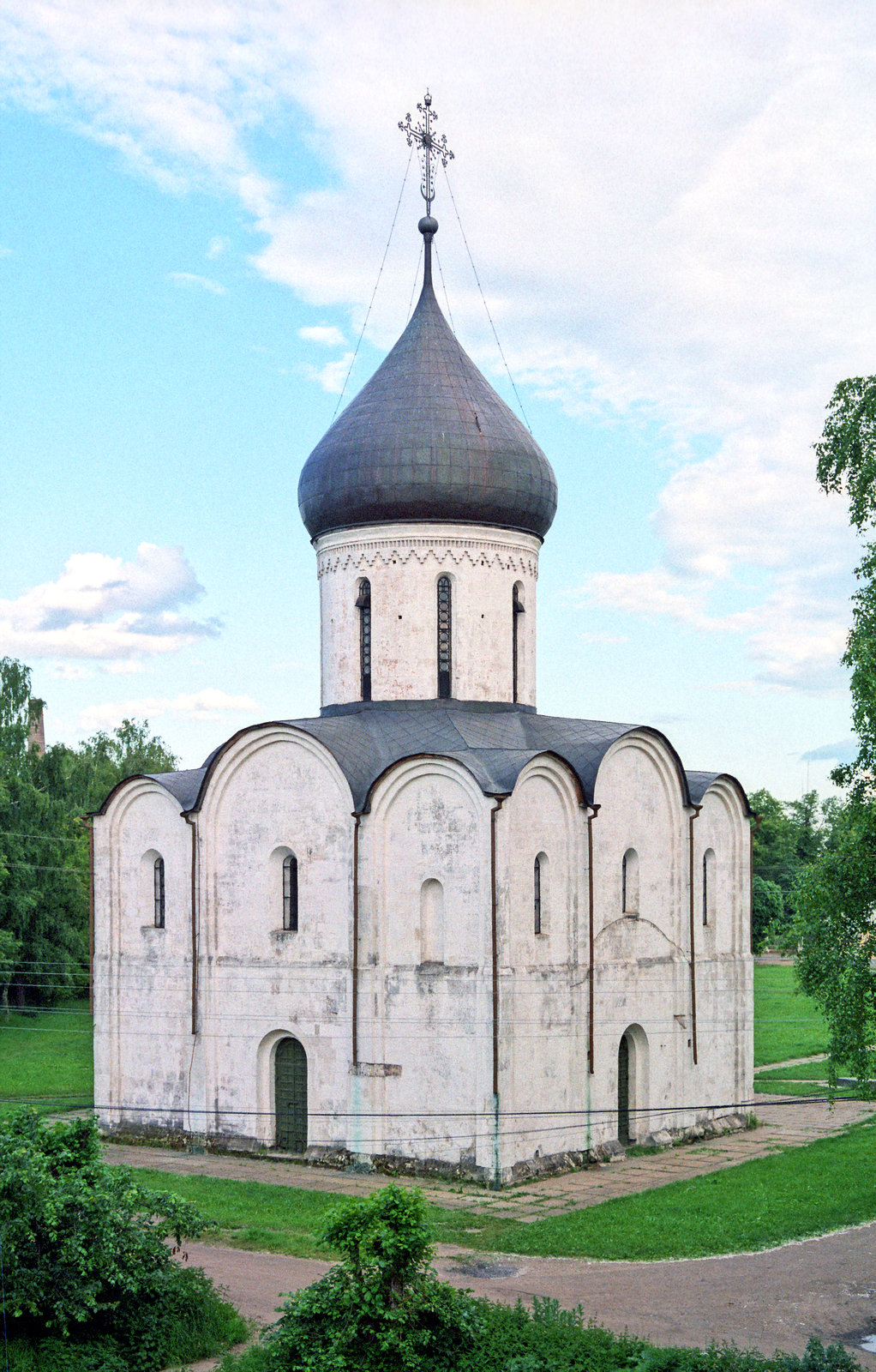
Catedral da Transfiguração em Pereslavl-Zalessky (1152)
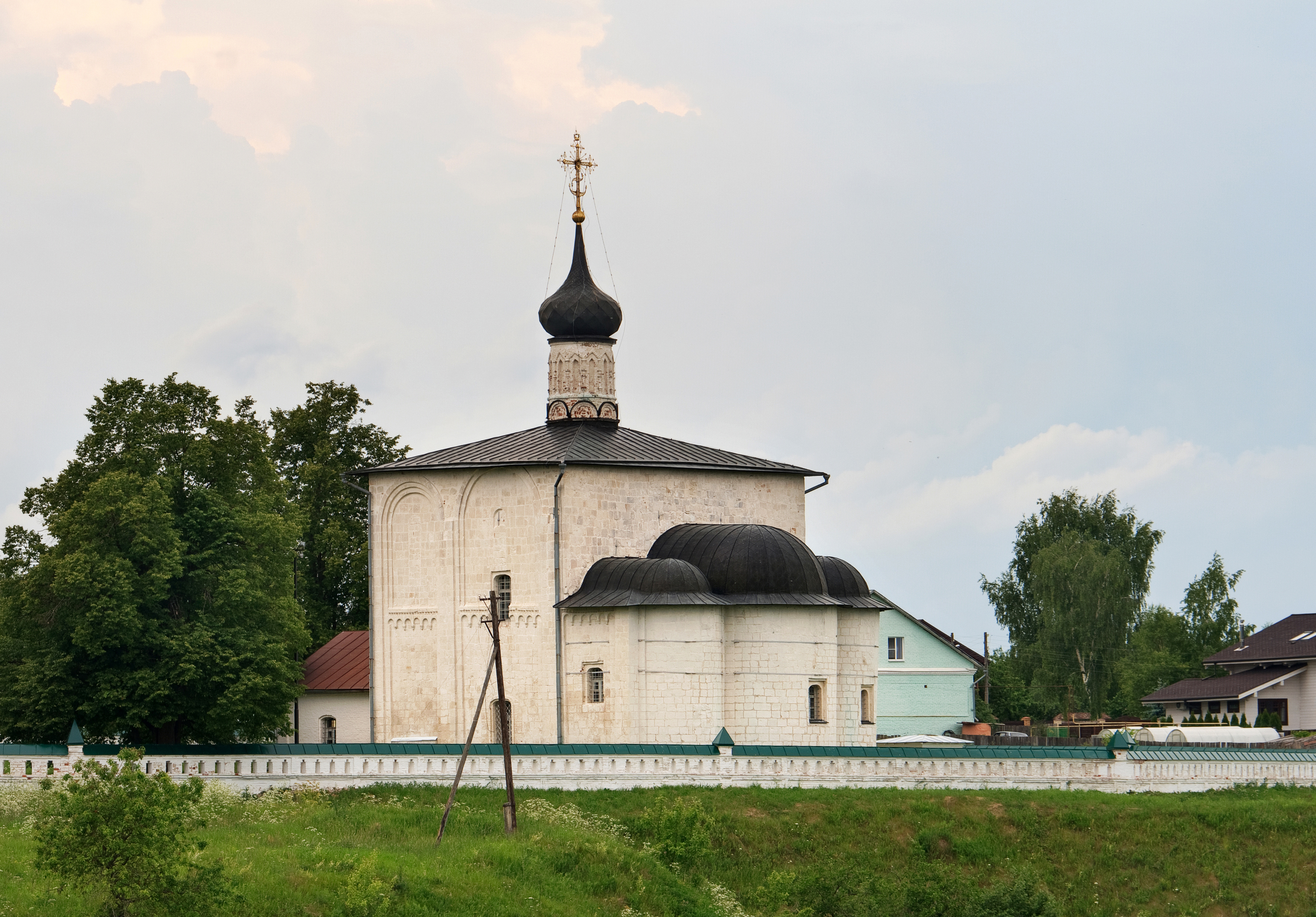
Igreja de Kideksha (1152)
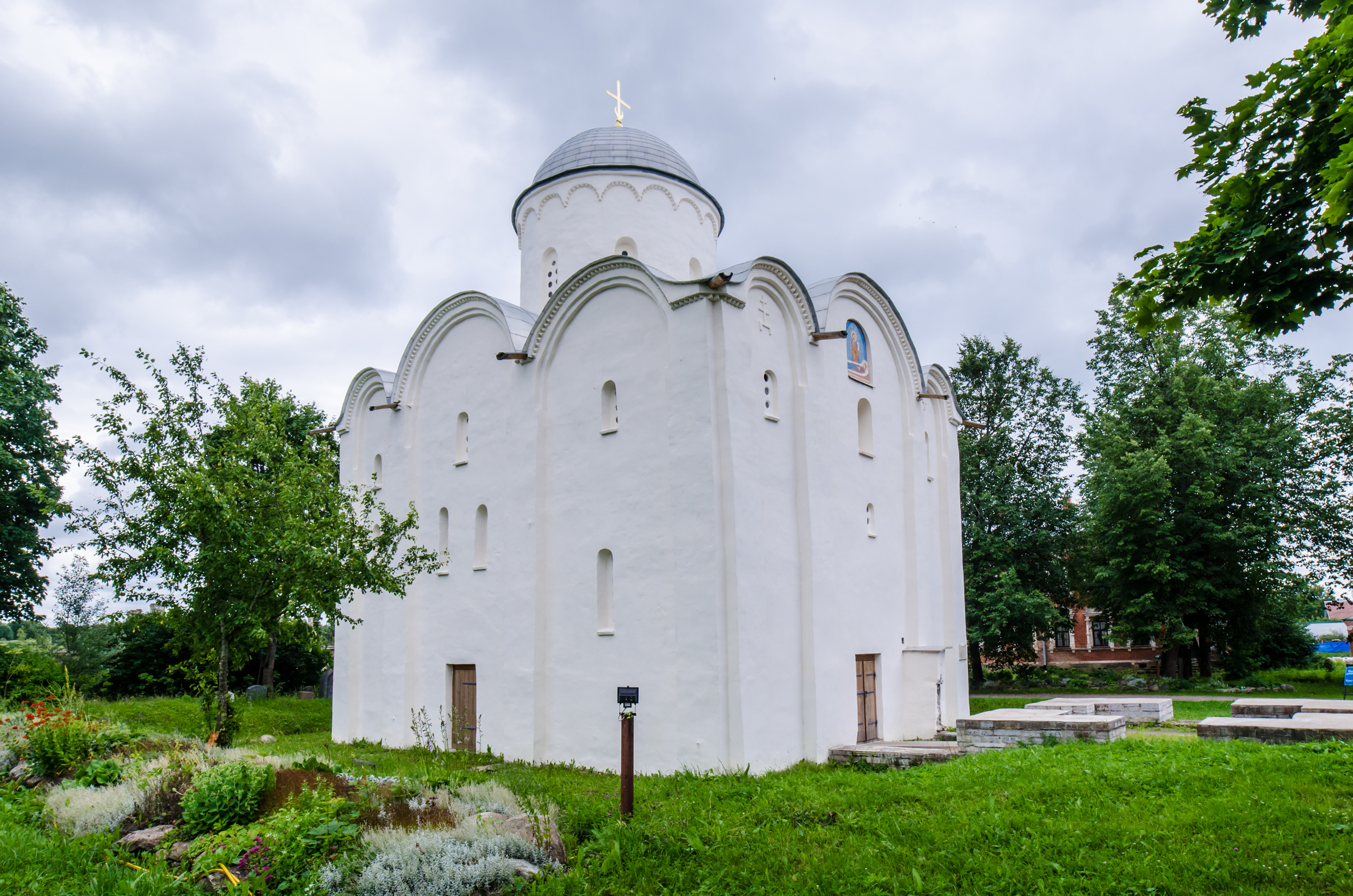
Catedral da Assunção, Staraya Ladoga (1154–1159)
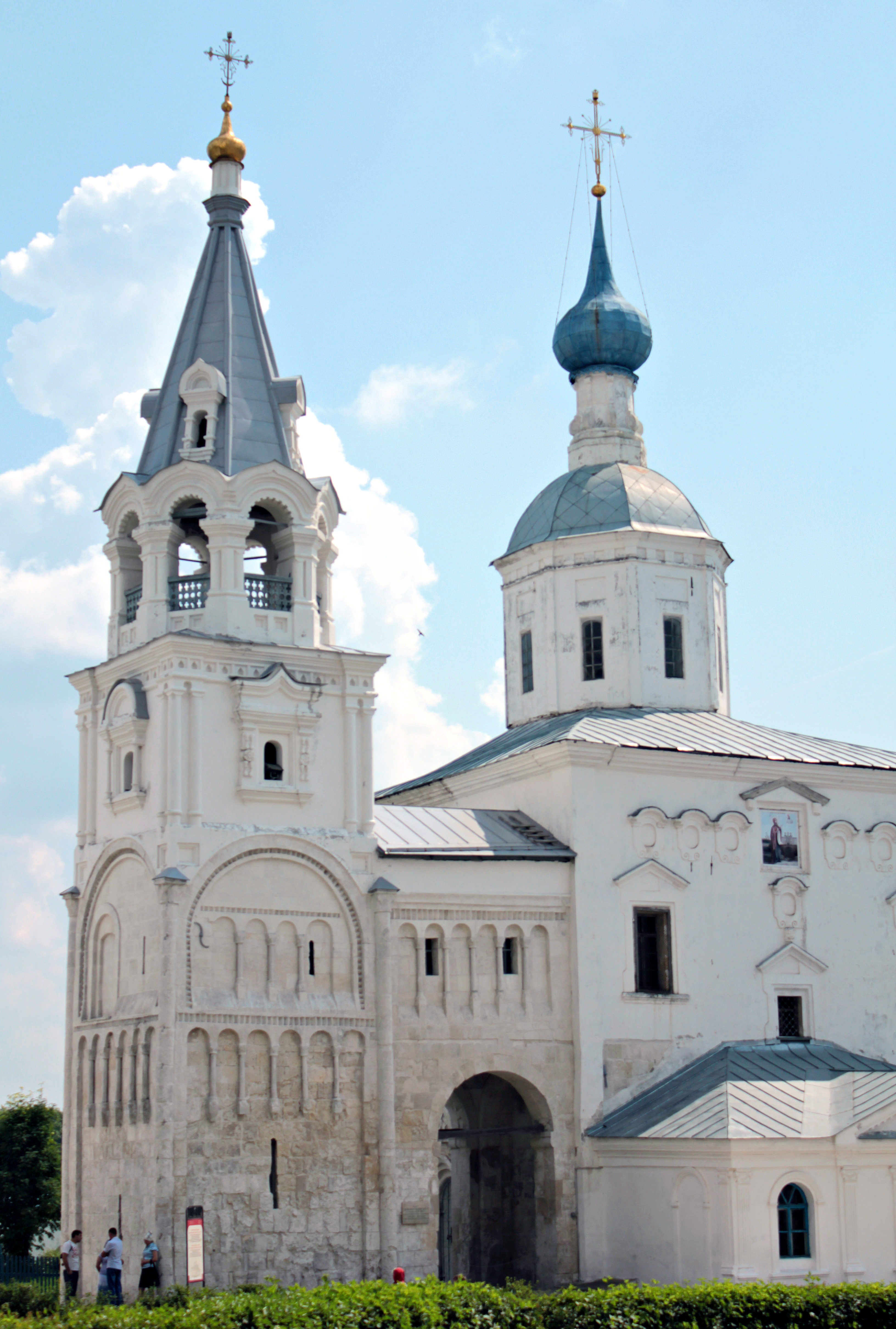
Ruínas do Castelo de Bogolyubov (à esquerda) e do Templo da Natividade da Santíssima Virgem (à direita) (1158)
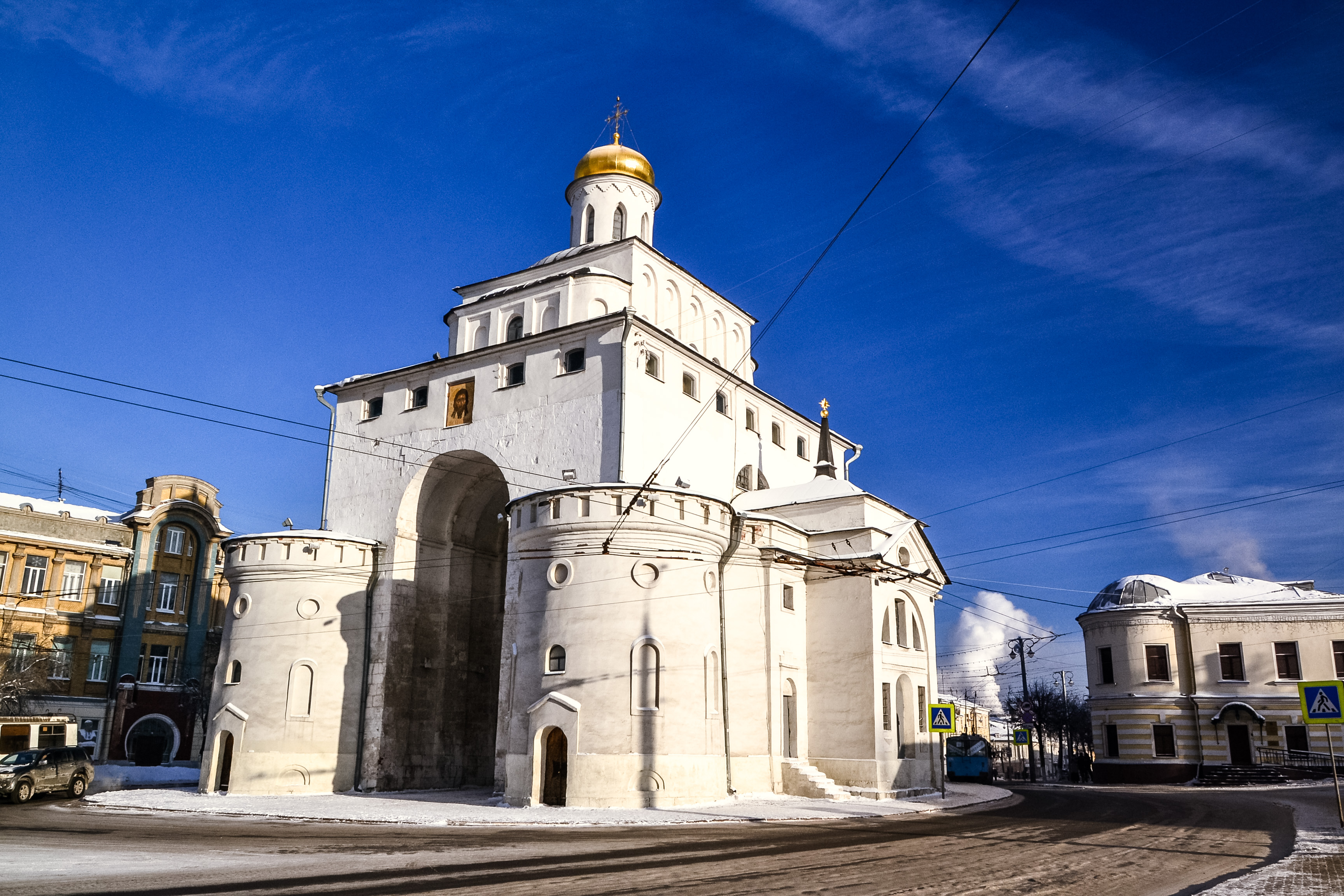
Portão Dourado em Vladimir (1158–1164)
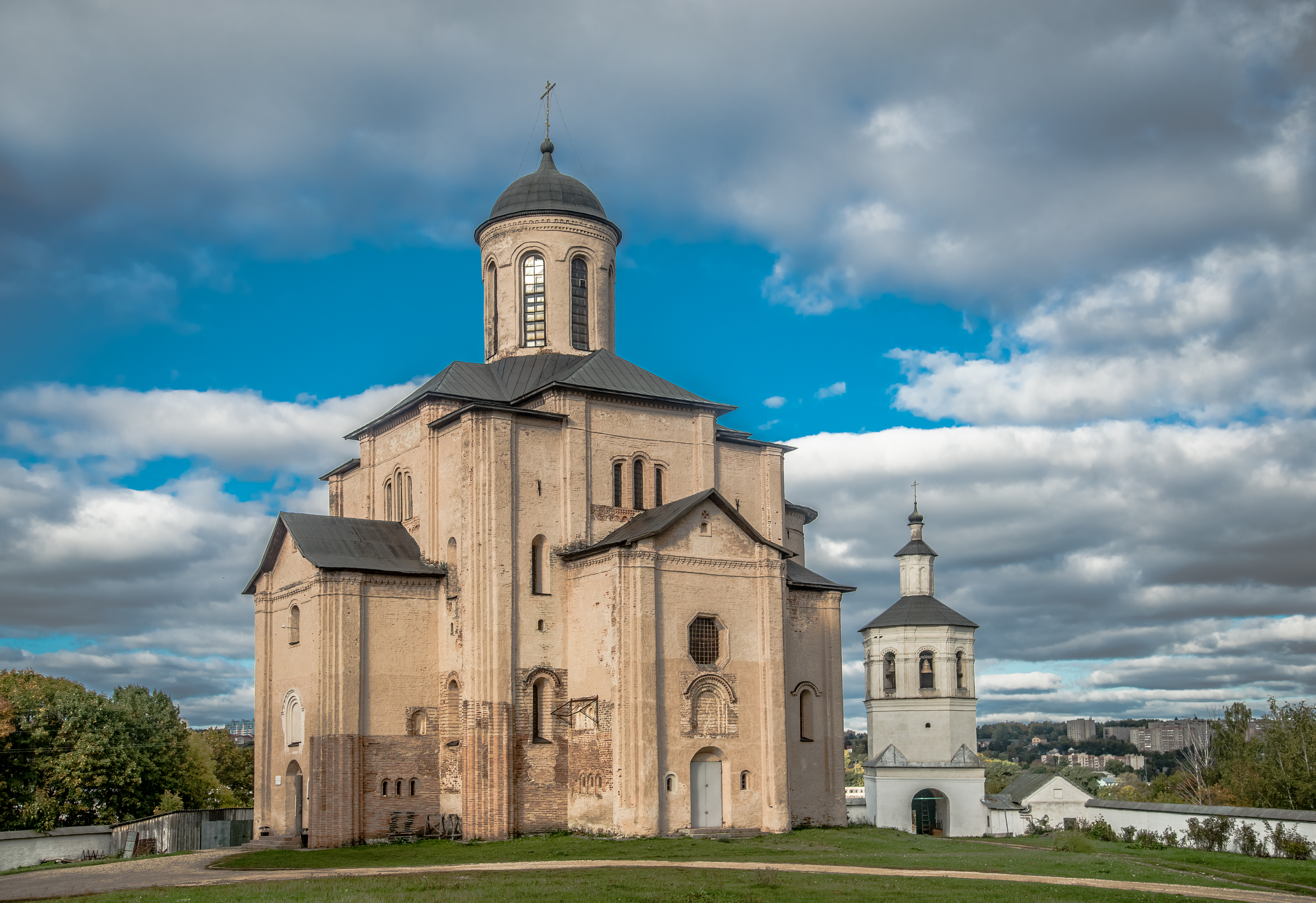
Igreja de São Miguel Arcanjo em Smolensk (1180–1197)
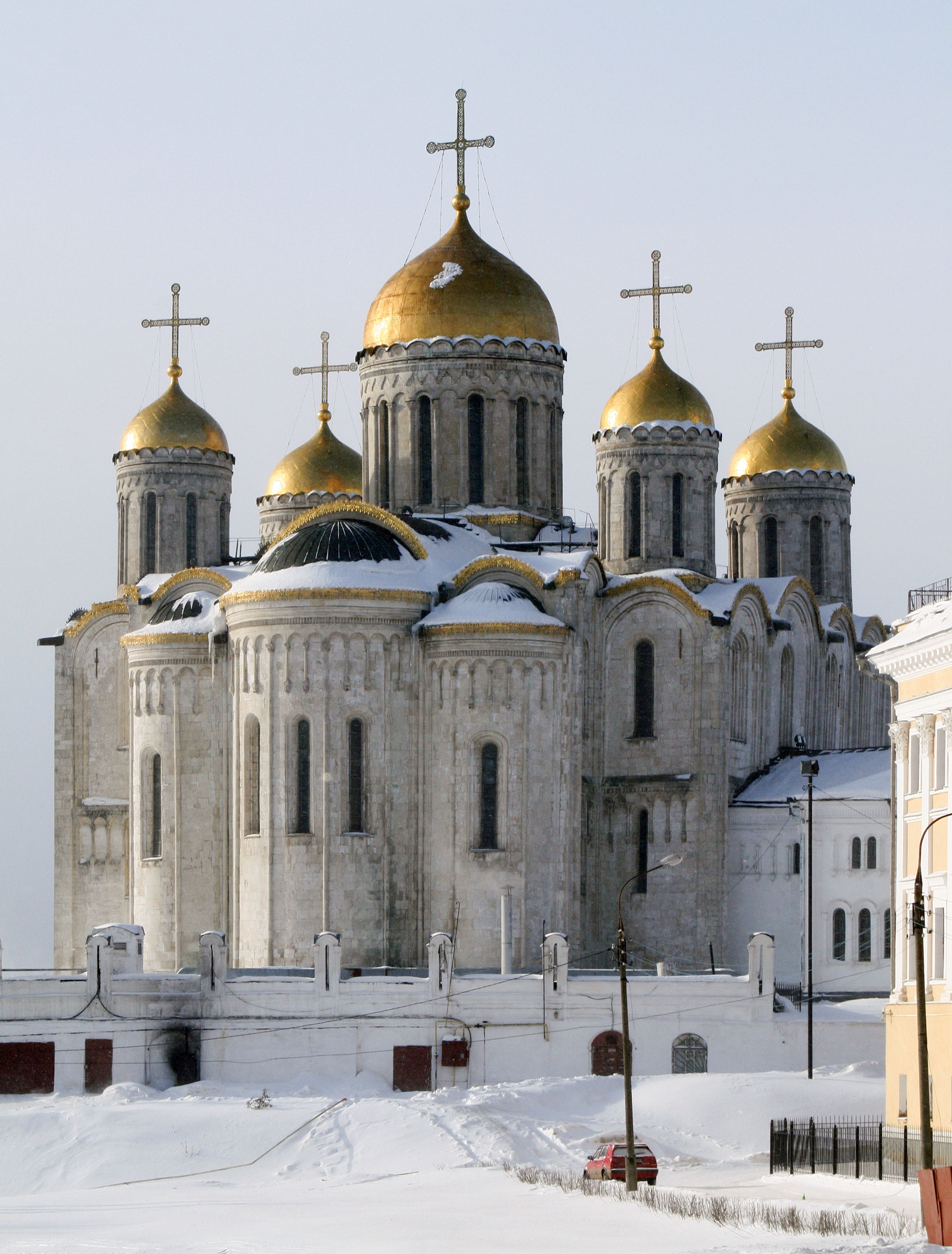
Catedral da Dormição em Vladimir (1186–1189)
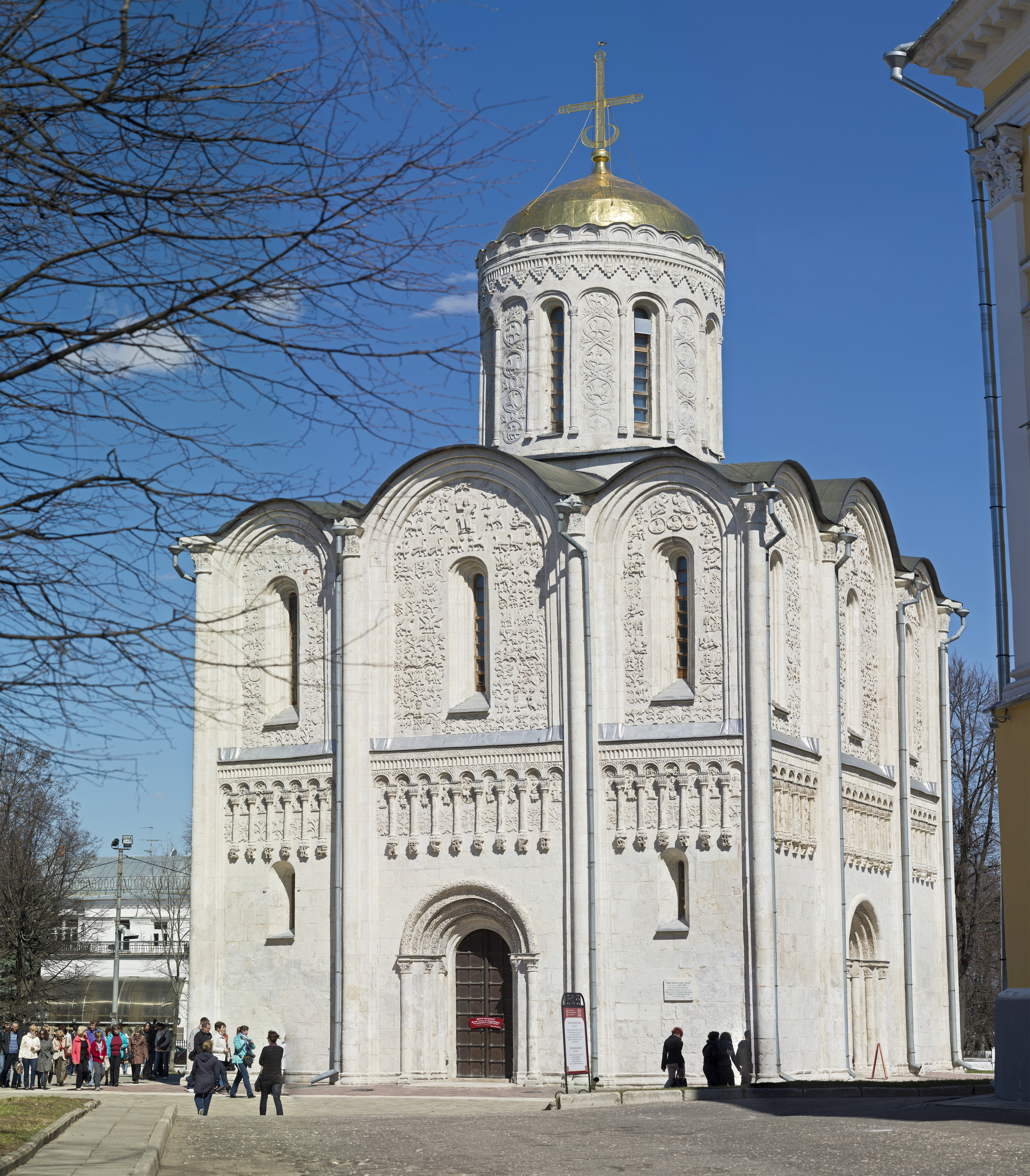
Catedral de São Demétrio em Vladimir (1194–1197)
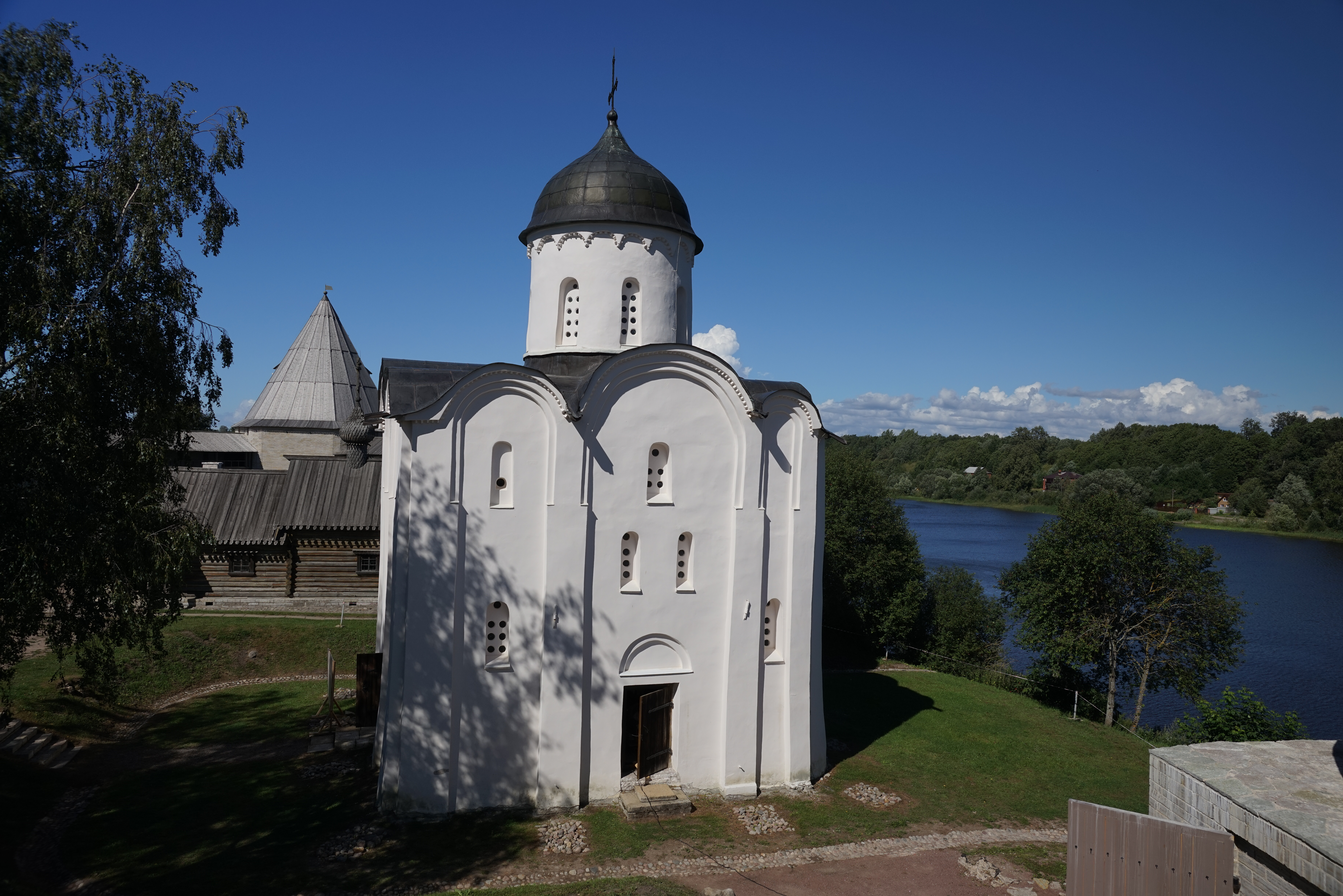
Igreja de São Jorge, Staraya Ladoga (1180–1200)
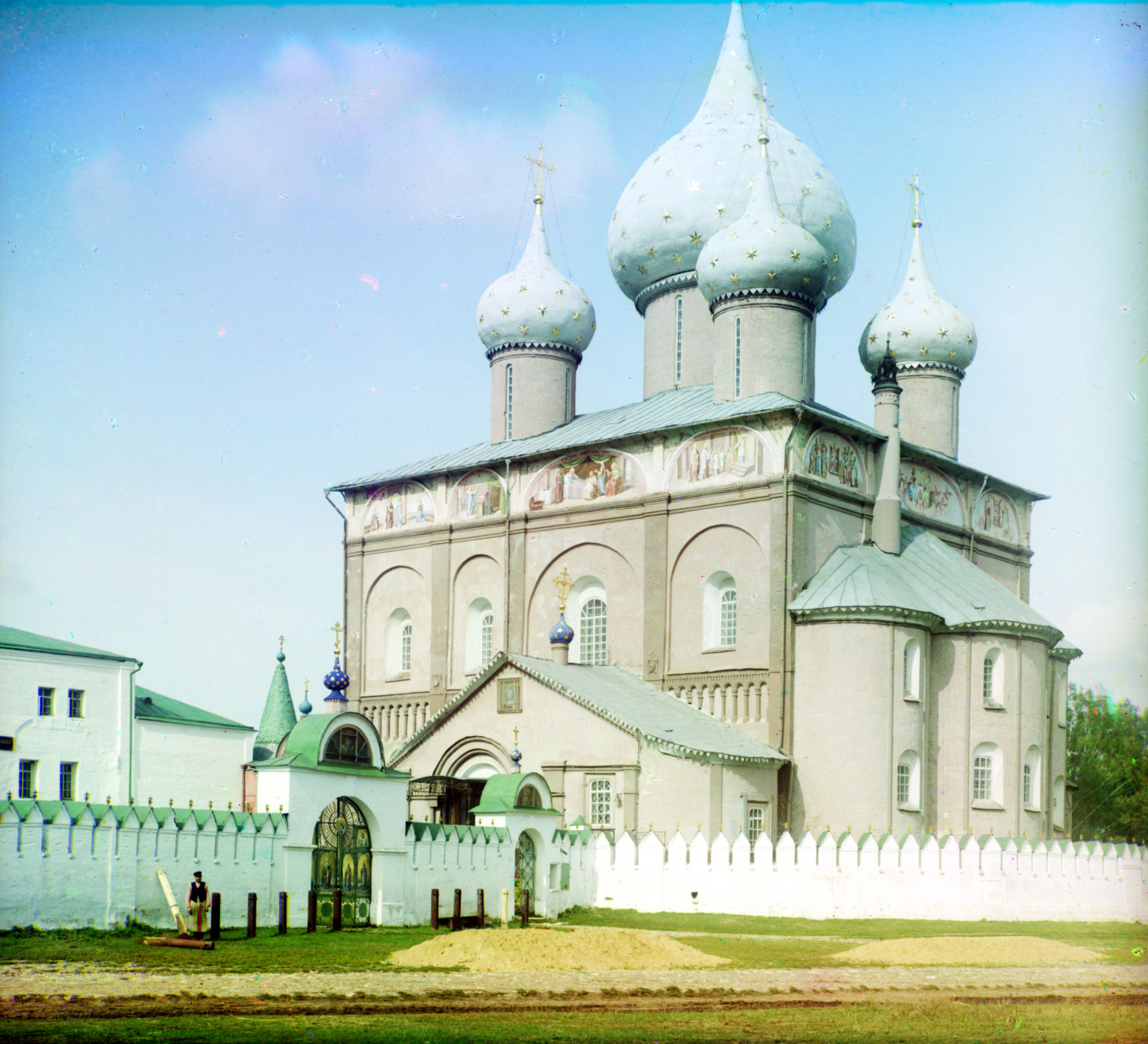
Catedral da Natividade, Suzdal (1222–1225), foto de Sergey Prokudin-Gorsky, 1912

### Exemplos na Ucrânia

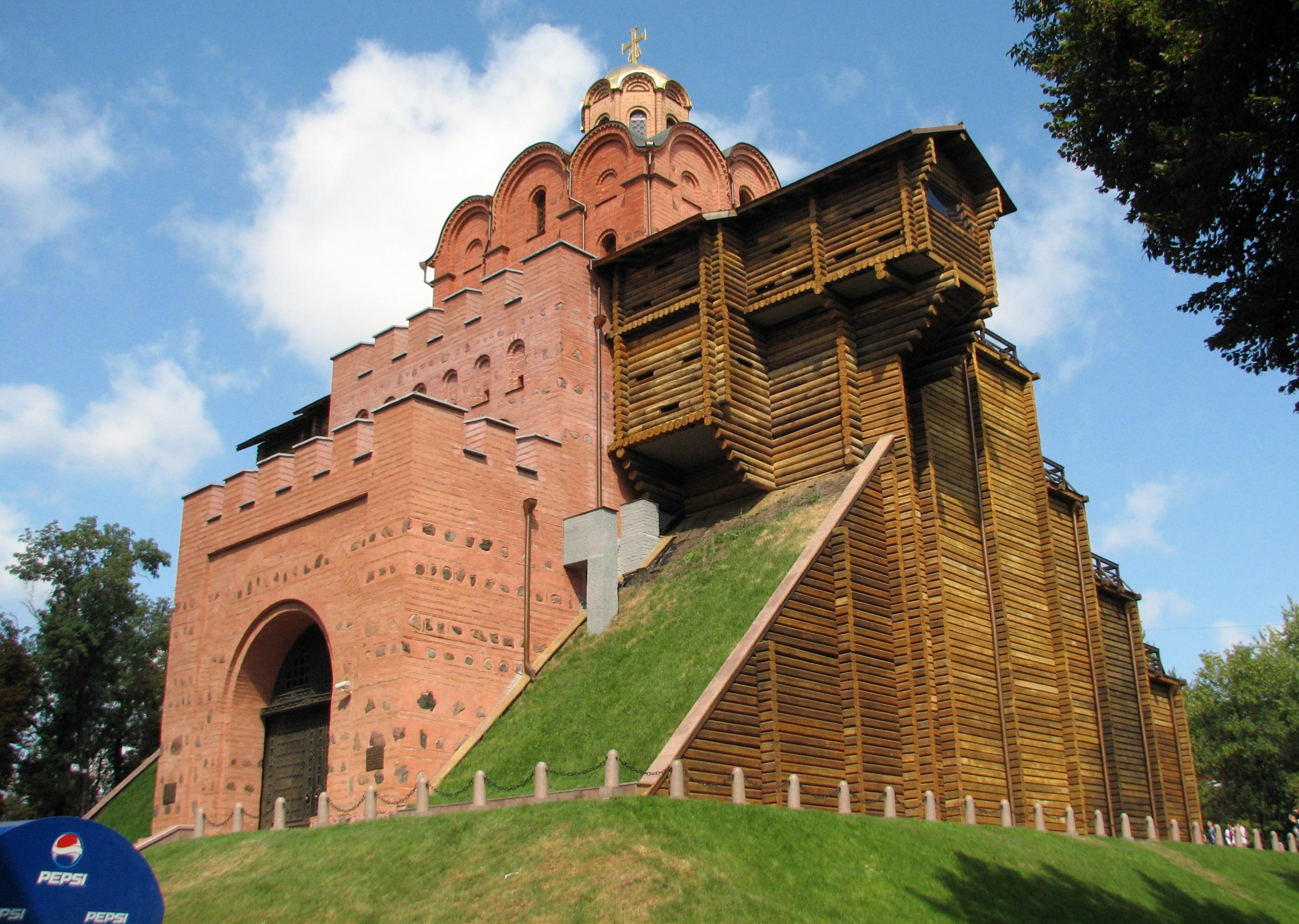
O Portão Dourado em Kiev, amplamente reconstruído, c. 1100
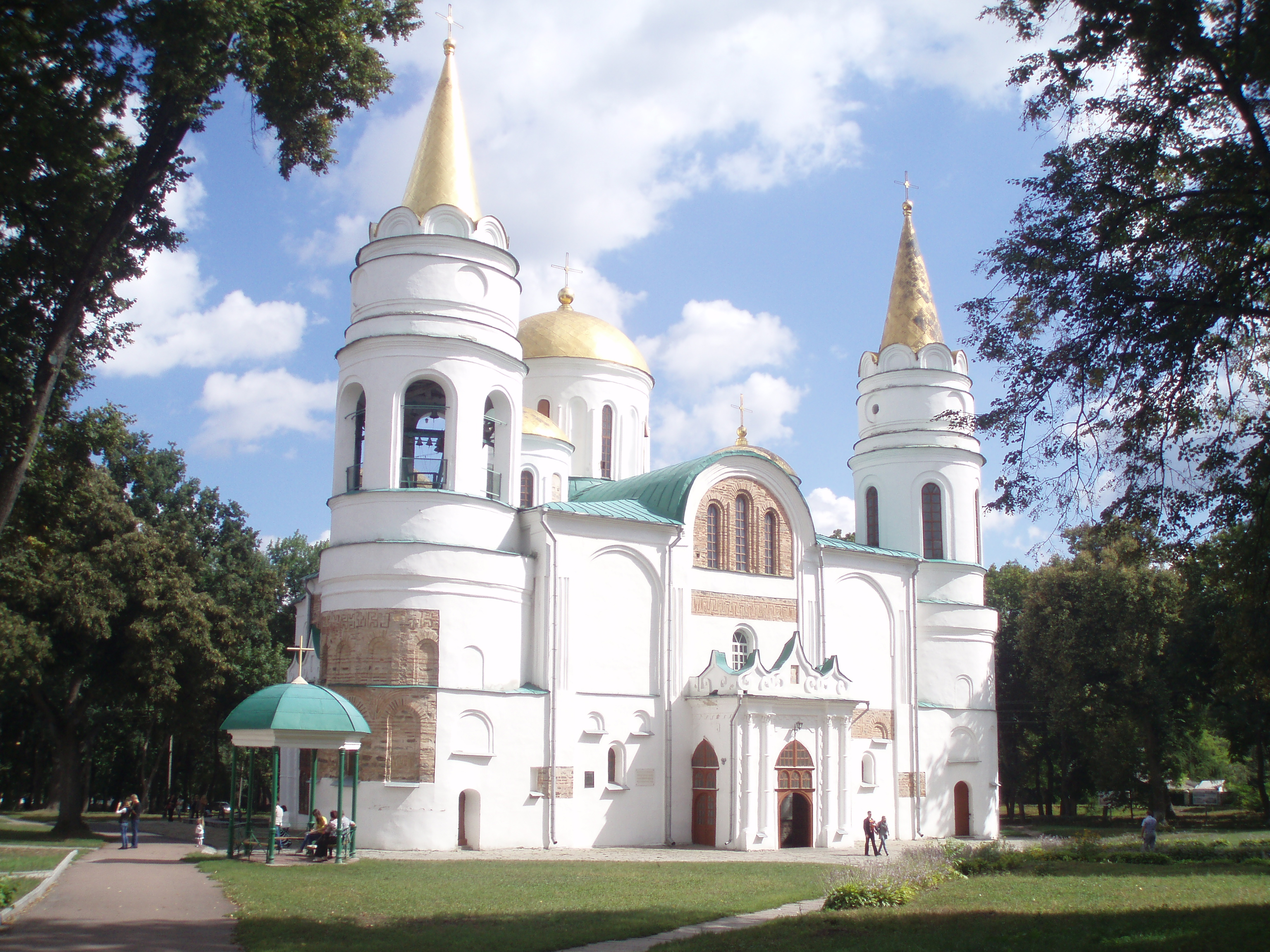
Catedral da Transfiguração em Chernihiv, século XI
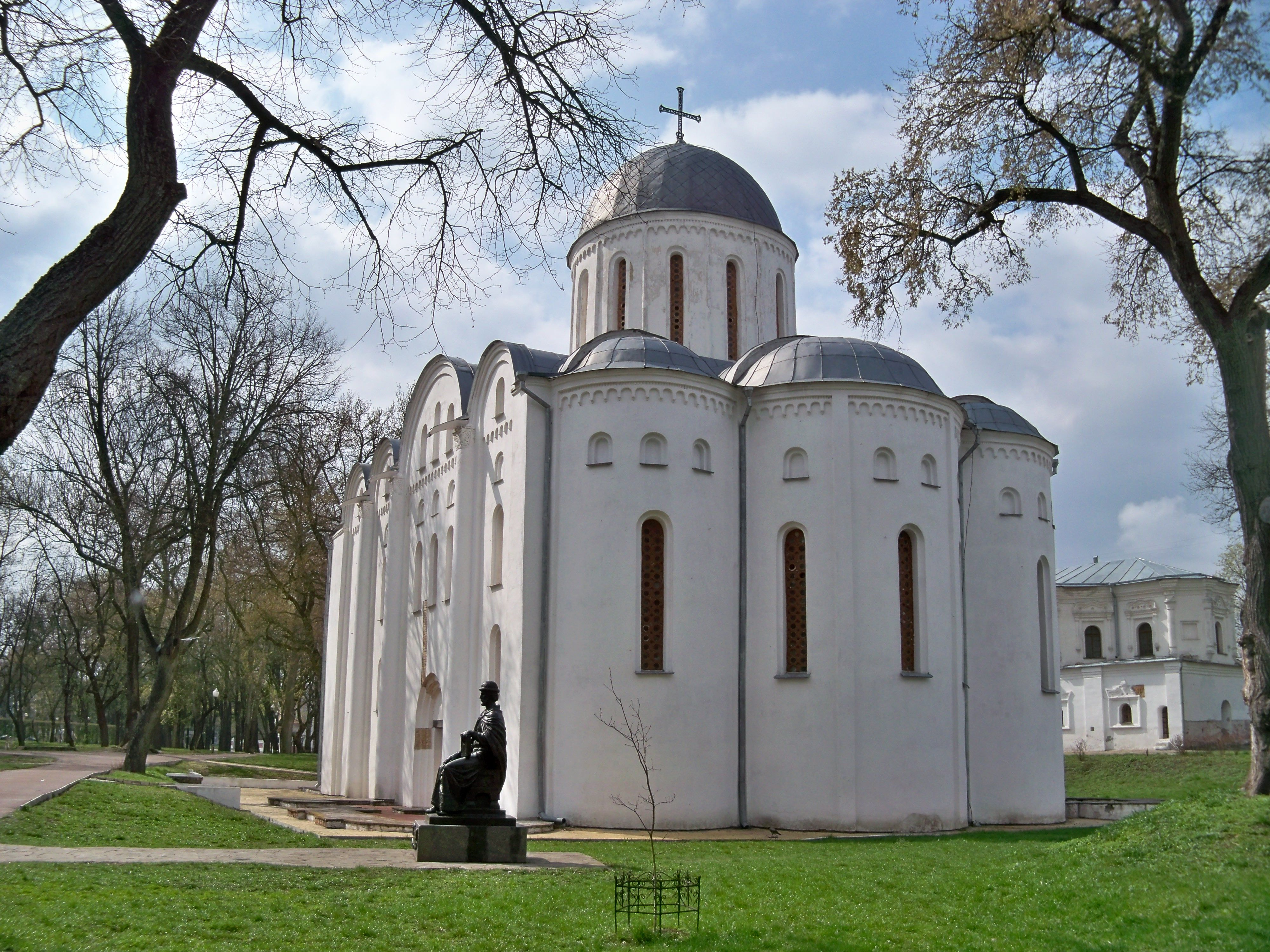
Catedral de Borys e Hlib em Chernihiv, c. 1123
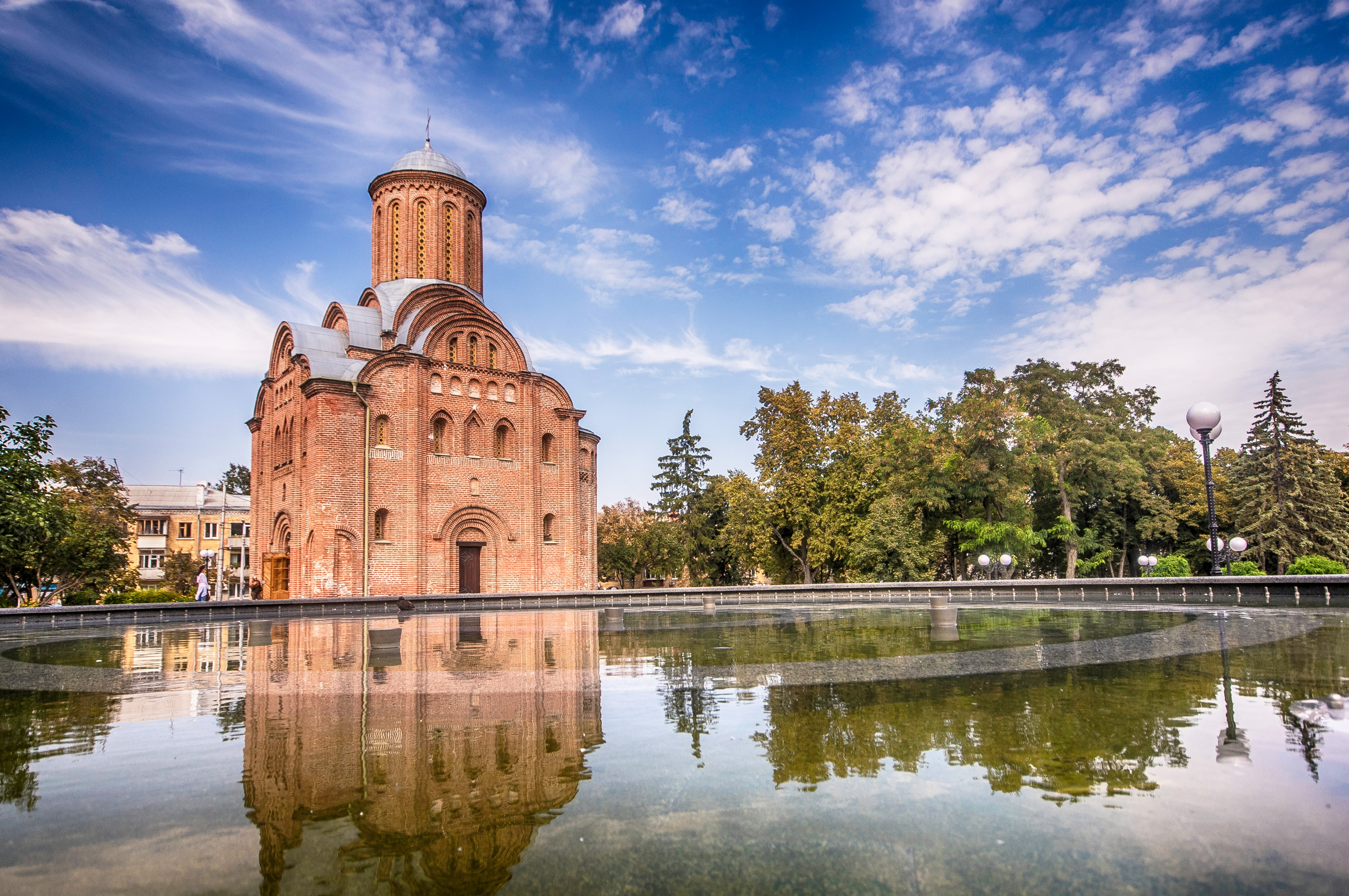
Igreja Piatnytska em Chernihiv, amplamente reconstruída, séculos XII-XIII
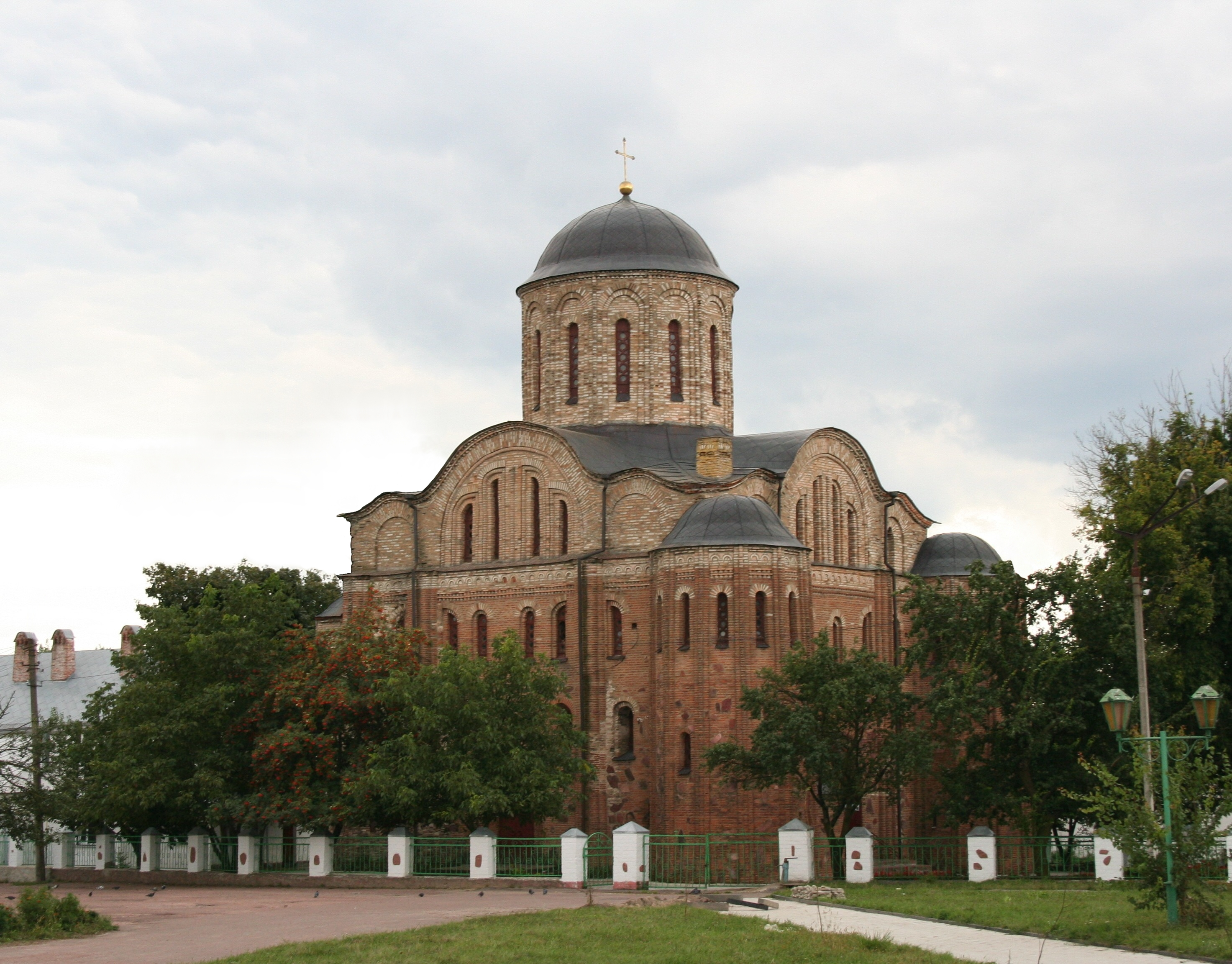
Catedral de São Basílio em Ovruch, amplamente reconstruída, c. 1190
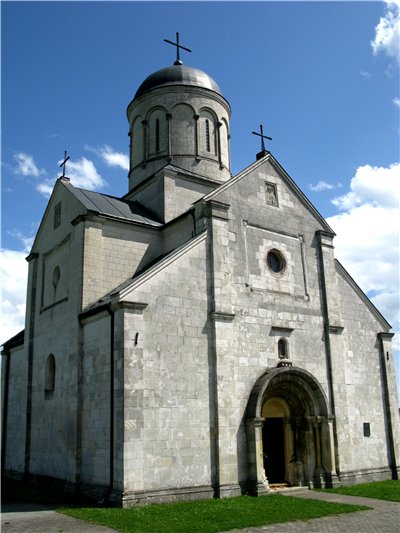
Igreja de São Pantaleão em Shevchenkove (perto de Halych ), 1194
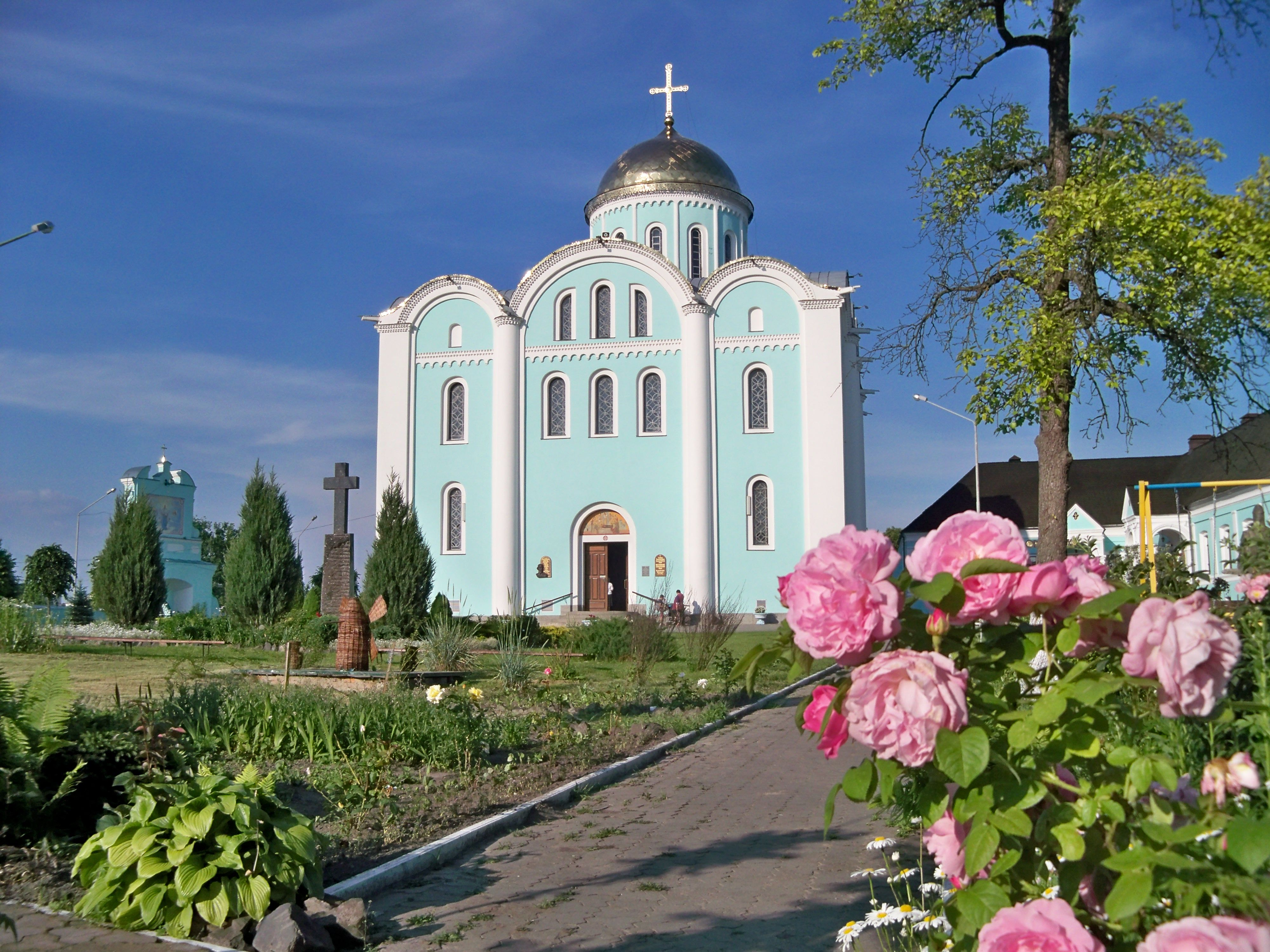
Catedral da Dormição em Volodymyr, amplamente reconstruída, 1156–1160